# صنعت خودروسازی فرانسه

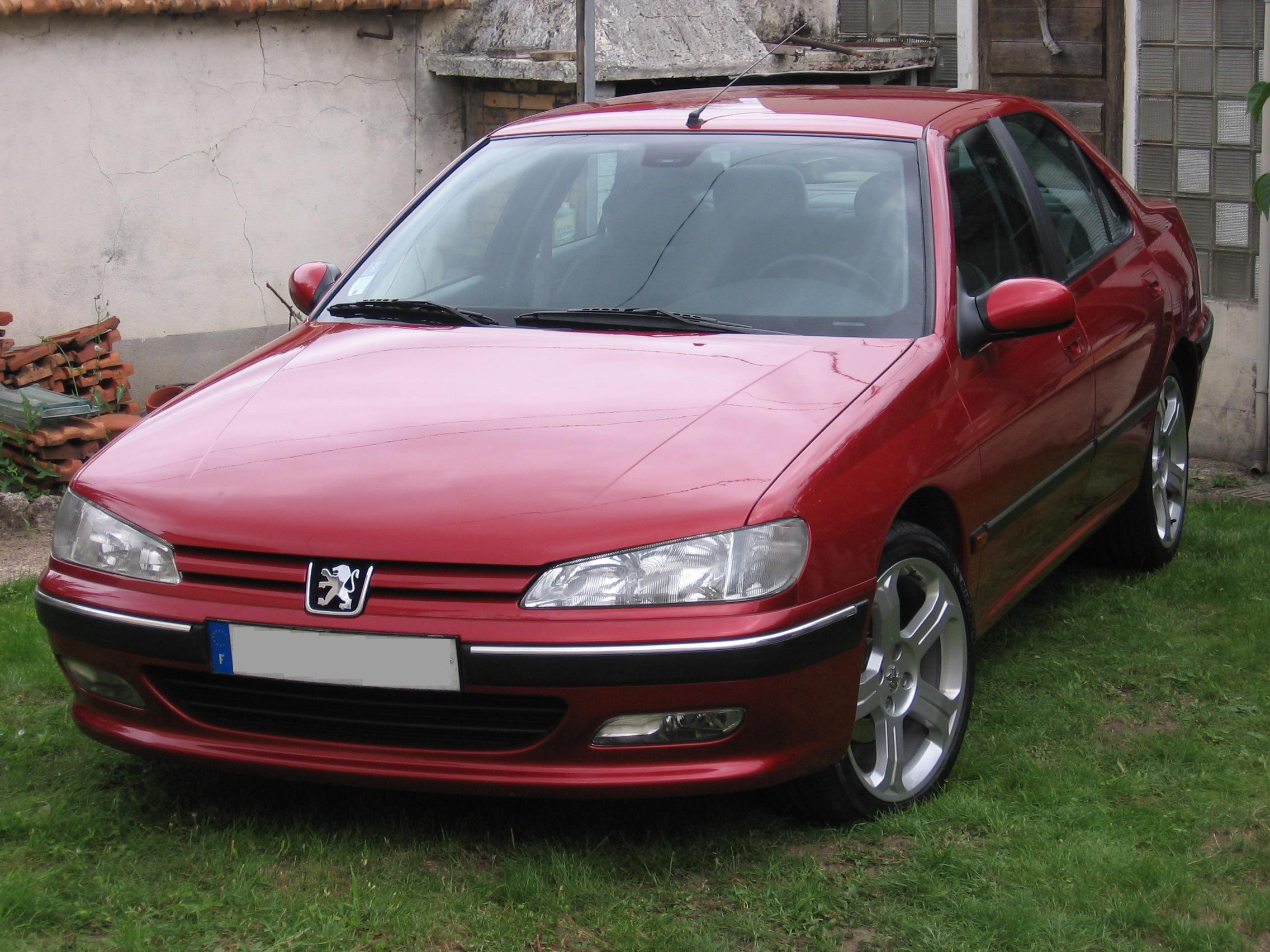
پژو ۴۰۶ از خودروهای پرفروش فرانسوی

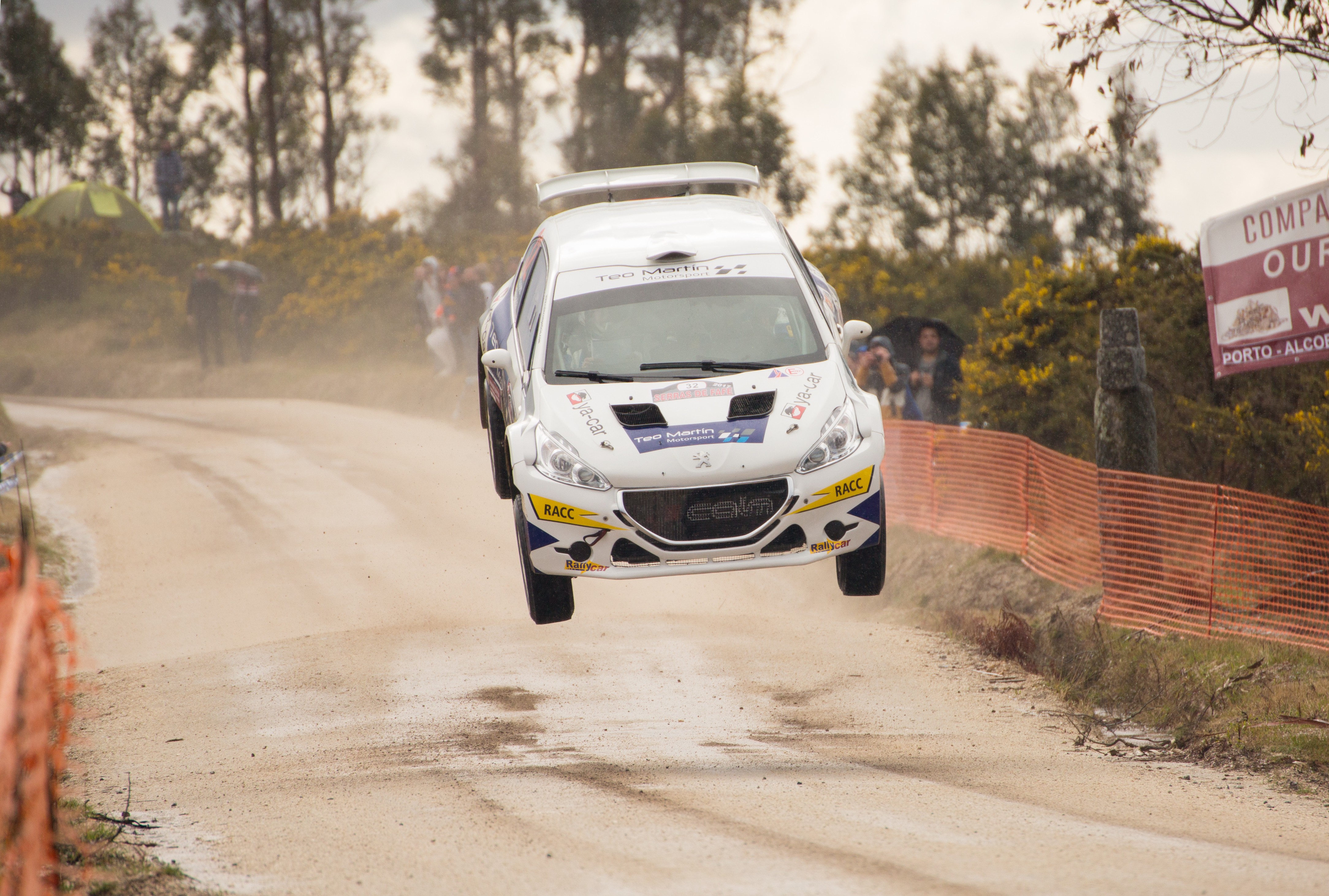
پژو ۲۰۸ تی۱۶ در مسابقات رالی

صنعت خودروسازی فرانسه از بزرگترین صنایع خودروسازی جهان است. فرانسه از پیشگامان صنعت خودرو بود و تا سال ۲۰۱۵ یازدهمین تولیدکننده بزرگ خودرو در جهان و سومین تولیدکننده بزرگ در اروپا (پس از آلمان و اسپانیا) است. از پایان جنگ جهانی دوم تا سال ۲۰۰۰ به‌طور مرتب چهارمین بزرگترین صنعت خودروسازی بوده‌است. صنعت خودروسازی فرانسه از قدیمی‌ترین صنایع خودروسازی جهان است. این مقاله به بررسی و گاهشماری این صنعت می‌پردازد.
فرانسه محل استقرار دو شرکت بزرگ خودروسازی است:
- استلانتیس (مالک پژو، سیتروئن، دی‌اس اتومبیلز و اوپل که در اصل بخشی از گروه پی‌اس‌ای بودند)
- گروه رنو (مالک رنو، آلپاین، داچیا، رنو سامسونگ موتورز و ۴۳ درصد نیسان) سومین خودروساز بزرگ در اروپا و دهمین خودروساز بزرگ جهان در سال ۲۰۱۵ است.

سایر تولیدکنندگان کوچکتر خودرو در فرانسه عبارتند از:
- بوگاتی، یک شرکت خودروهای لوکس از گروه فولکس واگن که مقر آن در مولشایم است.
- ونتوری، تولیدکننده خودروهای اسپرت کوچک و حامی تیم فرمول ای.
- ایکسام و آیگزام، سازنده قطعات پولاریس اینک که دفتر مرکزی آنها در اکس-له-بن است.
- شرکت ساخت خودروهای بسیار کوچک، لیجیر که مقر اصلی آن در ابرست است.

رنو تراکس مستقر در فرانسه تولیدکننده اصلی خودروهای تجاری است و متعلق به ولوو است.
خودروهای طراحی فرانسوی بارها برنده جایزه خودروی سال اروپا شده‌اند و جزو زیباترین خودروهای جهان هستند.

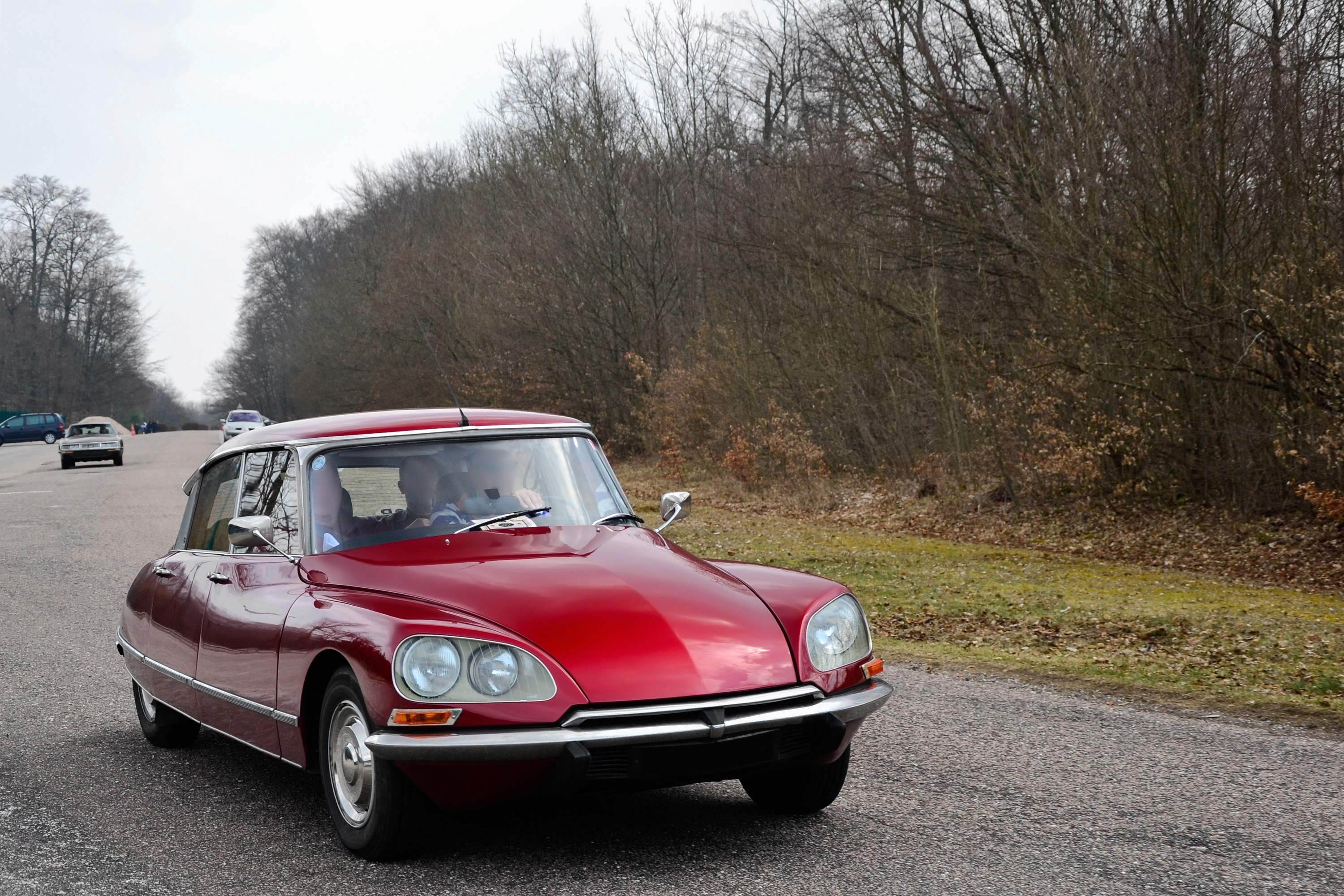
سیتروئن دی‌اس زیباترین خودروی جهان در دوران خود. این خودرو در آن زمان دارای امکاناتی نظیر ترمز دیسکی، چراغ‌های گردان در سر پیچ‌ها و سامانه تعلیق هیدروپنوماتیک با قابلیت تنظیم ارتفاع بوده‌است که در خودروهای آن دوران نظیر نداشته‌است.

سیتروئن دی‌اس جایزه سوم خودروی قرن را از آن خود کرد و توسط مجله Classic &amp; Sports Car به عنوان زیباترین خودروی تمام دوران شناخته شد.

## قرن ۱۸ و ۱۹

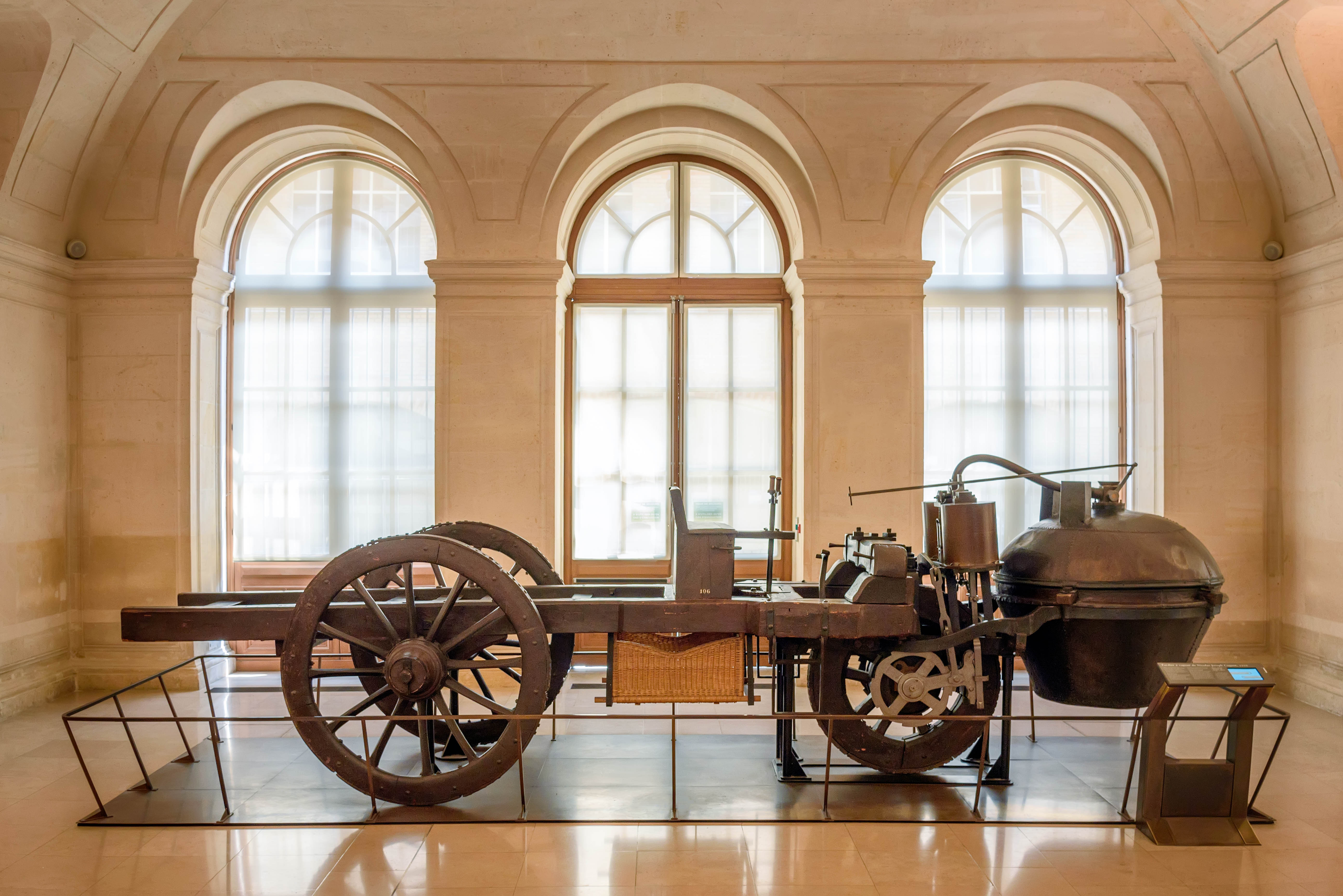
جوزف کوگنوت ۱۷۷۰، اولین خودروی مکانیکی جهان

۱۷۶۹ -نیکولاس جوزف کوگنوت اولین وسیله مکانیکی خودران فرانسوی را ساخت.
۱۸۰۷ - فرانسوا ایزاک دو ریواز یک موتور درون‌سوز مجهز به سوخت هیدروژن اختراع کرد.
۱۸۵۹ - ژان ژوزف اتین لنوار موتور احتراق داخلی را توسعه داد.
۱۸۸۴- ادوارد دلامار-دبتوتویل در فرانسه با ساخت اولین اتومبیل بنزینی خود را ساخت.
۱۸۸۷ - لئون سرپوله ساخت وسایل نقلیه با موتور بخار را آغاز کرد.

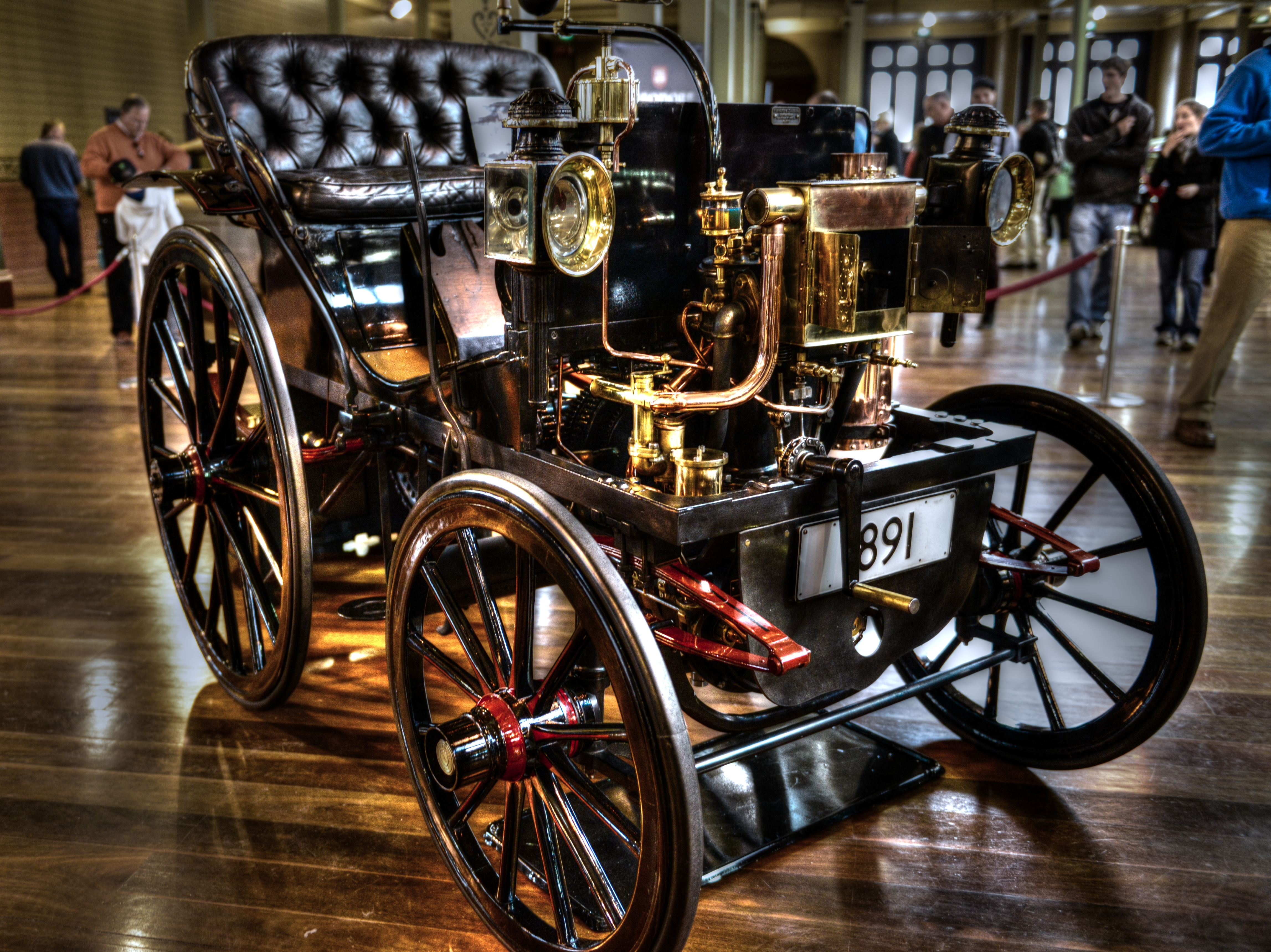
پانهارد لواسور ۱۸۹۱

۱۸۹۰ - آرمان پژو پژو تیپ ۲ را تولید می‌کند که از موتور احتراق داخلی بنزینی ساخت دایملر استفاده می‌کند.
۱۸۹۴- آلبرت دی دیون و ژرژ بوتون یک موتور بنزینی تک سیلندر تولید کردند و در ۱۸۹۸ یک موتور چهار چرخ تولید کردند. آنها قبلاً خودروهای مجهز به موتور بخار را در سال ۱۸۸۳ ساخته بودند.
۱۸۹۴ - دلاهیه توسط امیل دلاهیه تأسیس شد. سهام این شرکت در سال ۱۹۵۴ خریداری شد و این شرکت تولید خودرو را متوقف می‌کرد.

۱۸۹۶ - آرمان پژو شروع به ساخت و سازگاری موتورهای خود با اتومبیل‌های ساخت خود کرد. 

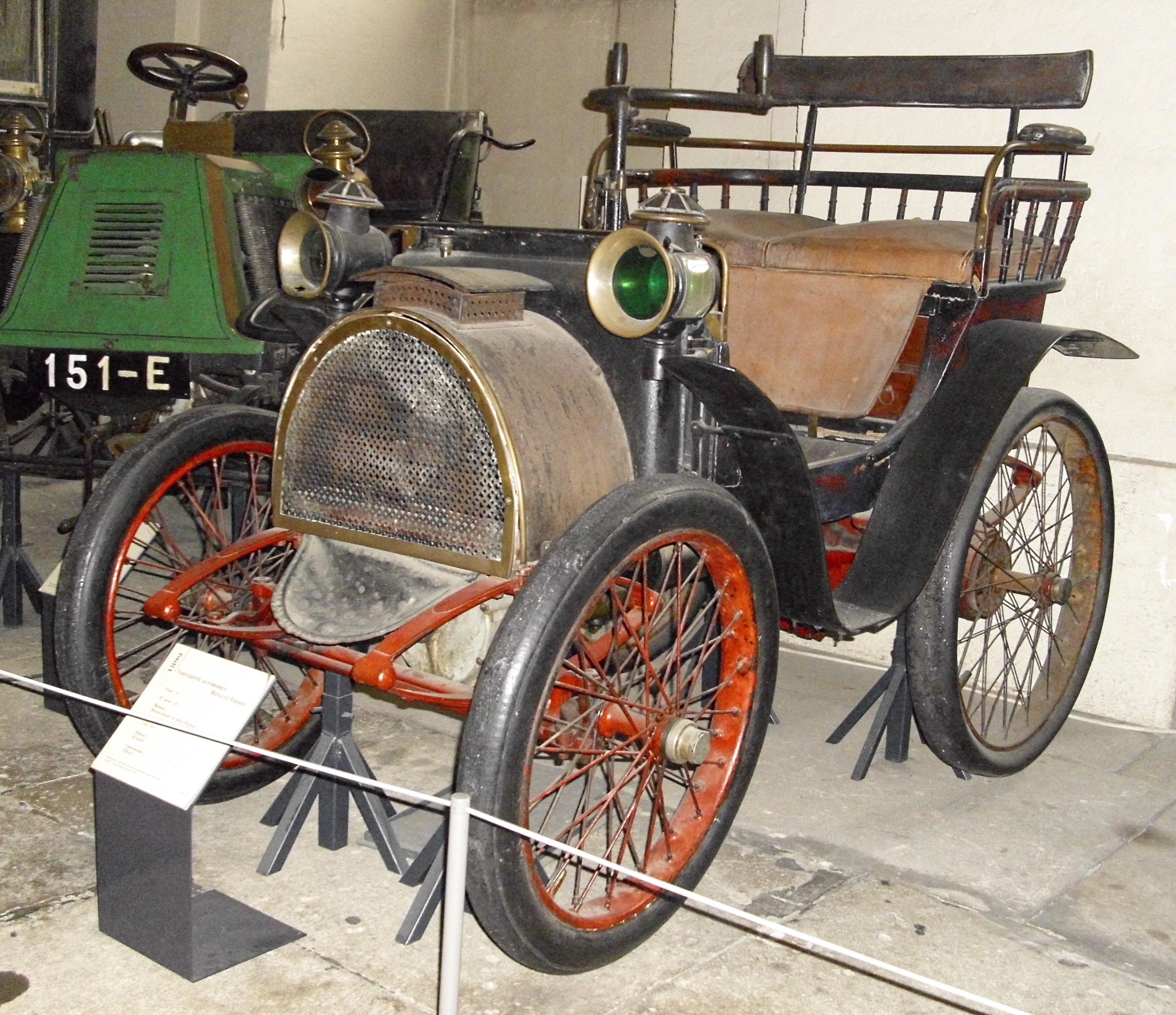
۱۸۹۹ رنو تیپ ای

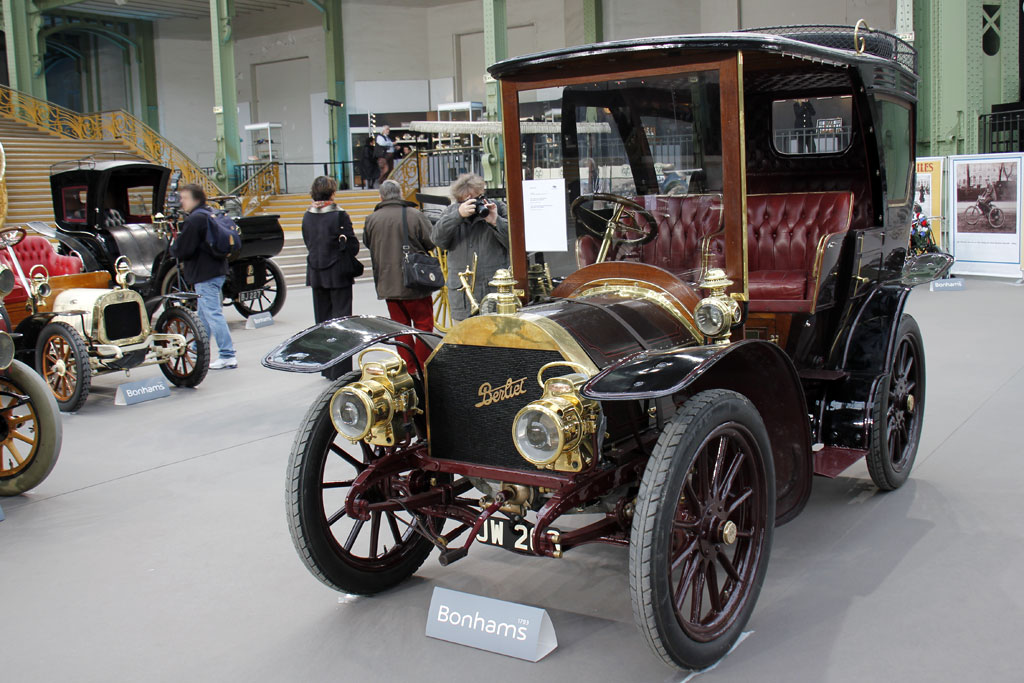
۱۹۰۳ برلیه ۲۰سی‌وی تاکسی

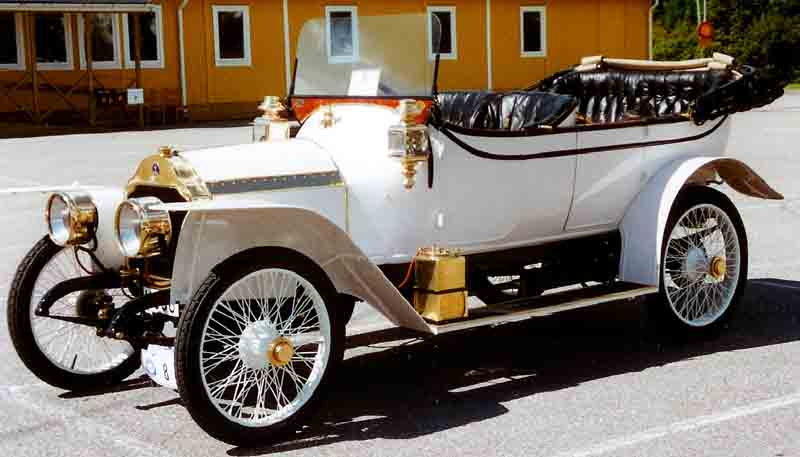

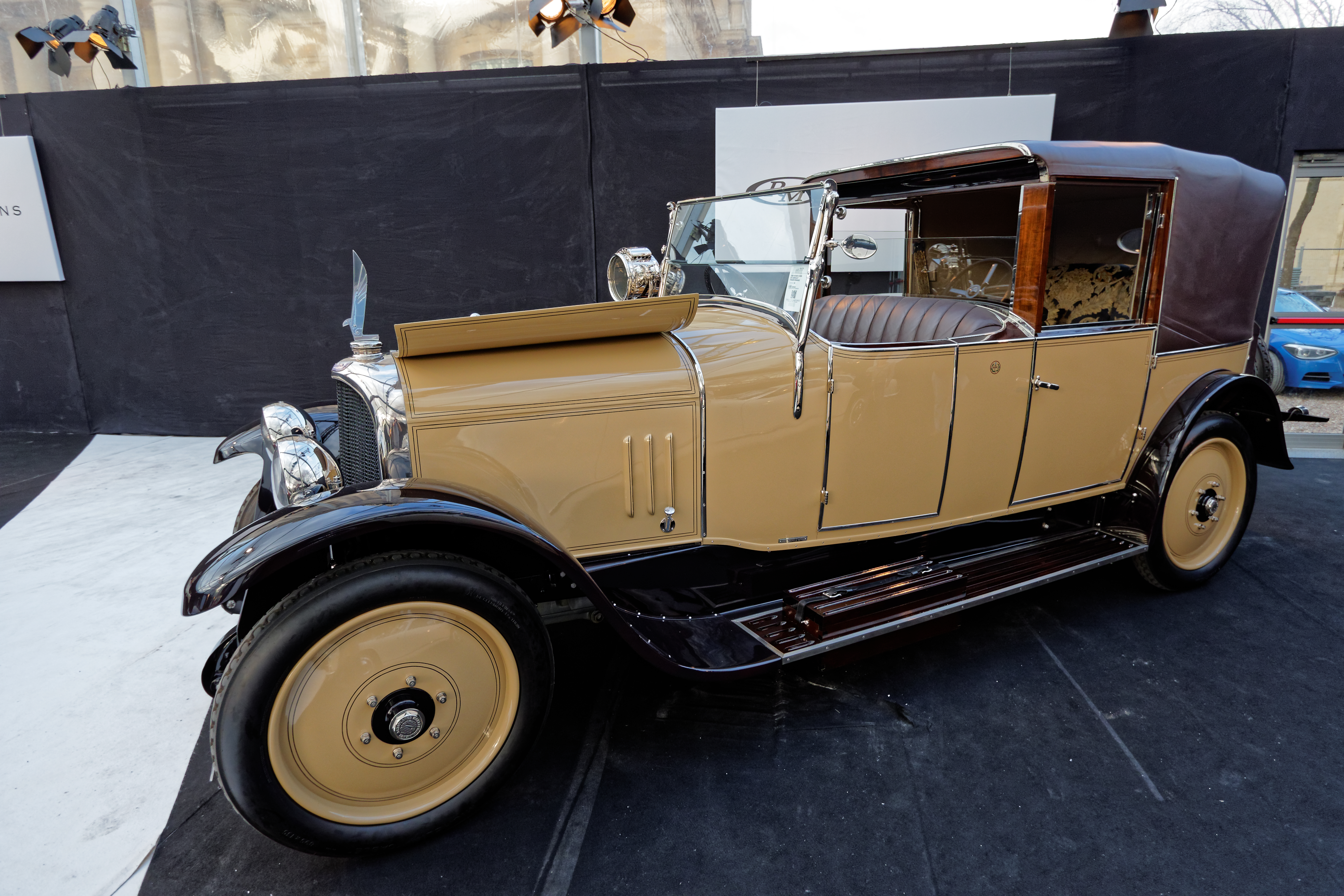
اوینوس ویژن سی۳ ۱۹۲۸

۱۸۹۸ - برادران، لوئی رنو، مارسل و فرناند، اولین اتومبیل خود را فروختند.

## ۱۹۰۰ تا ۱۹۵۰

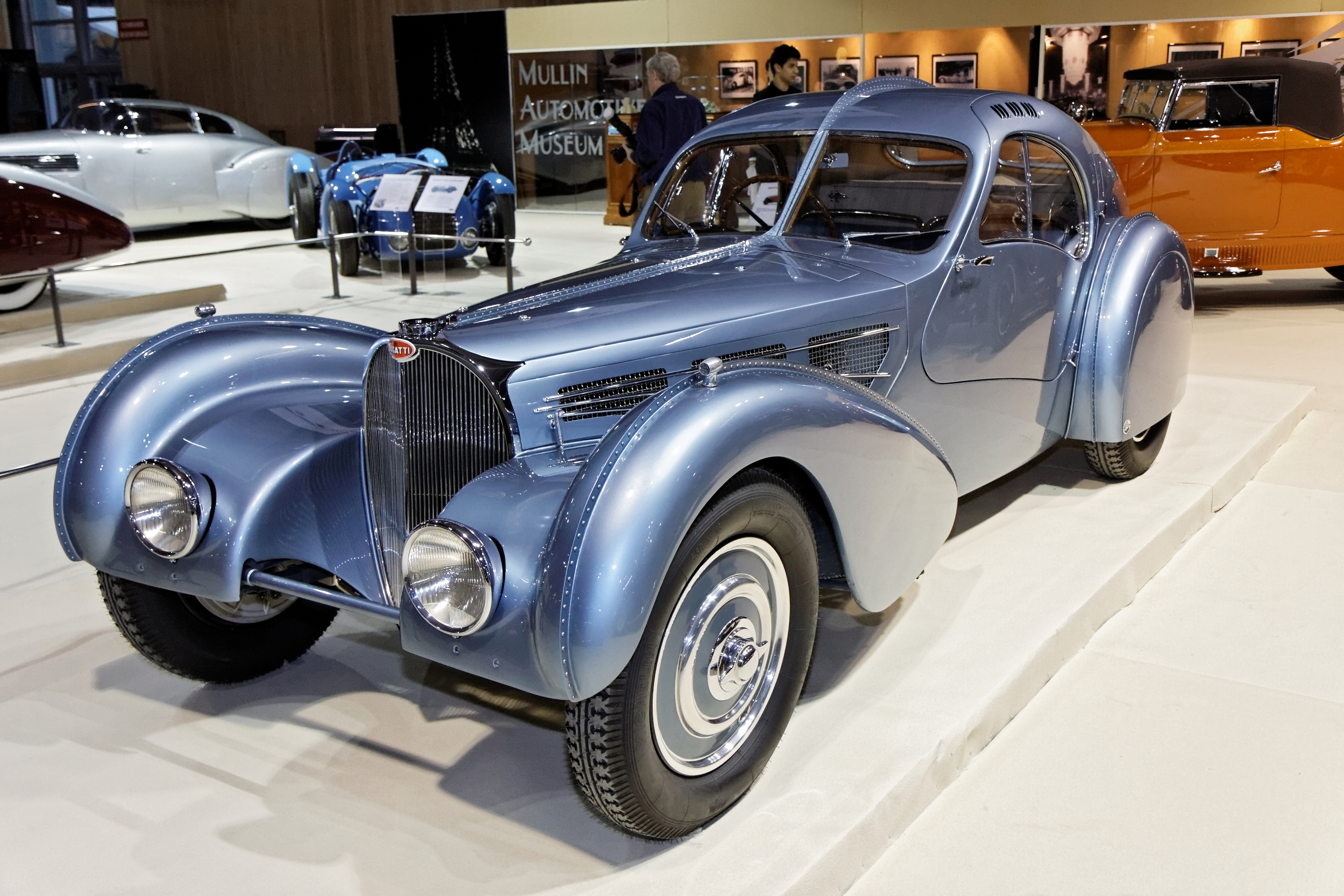
بوگاتی ۱۹۳۶ از نوع آتلانتیک

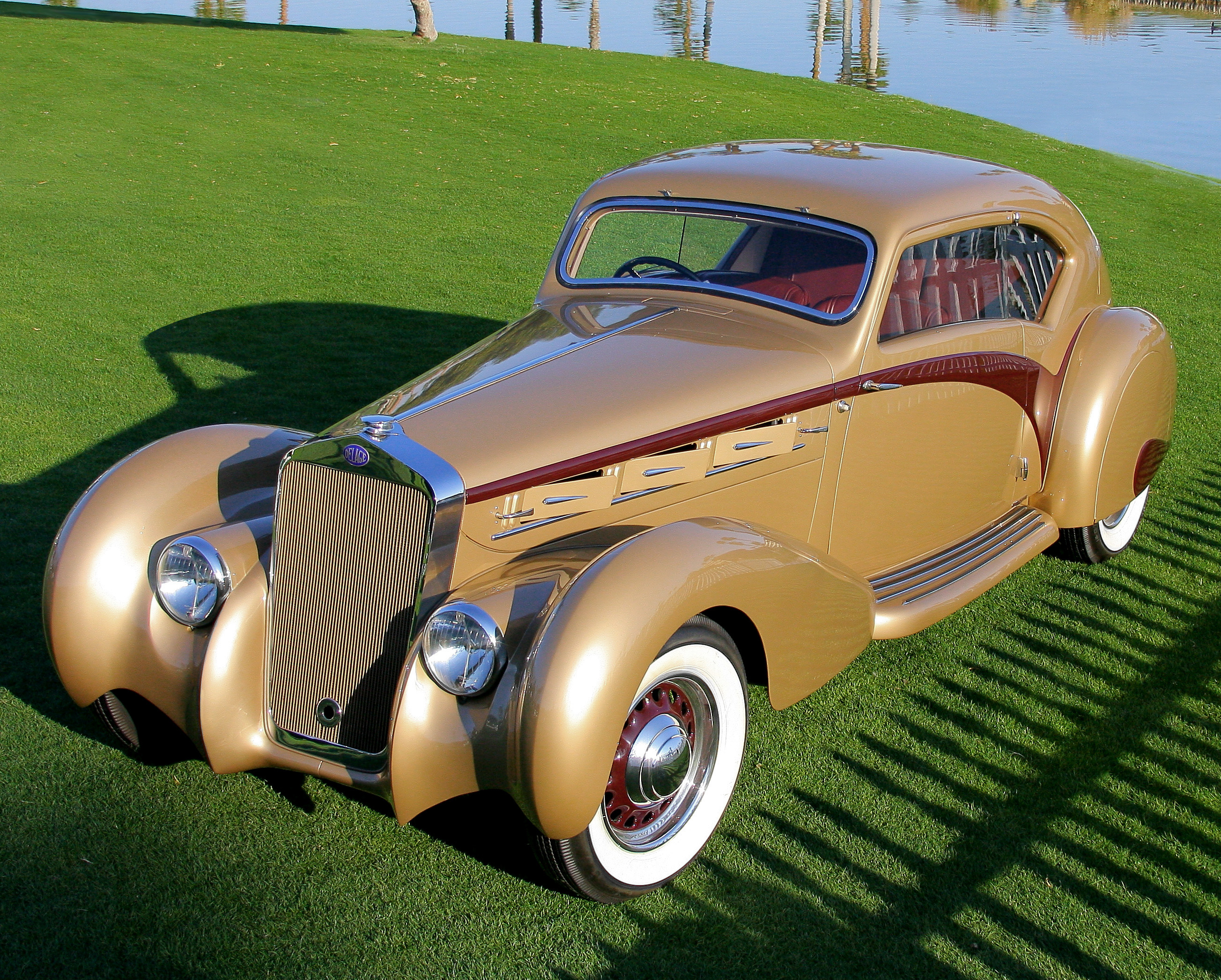
۱۹۳۷ دلاج دی۸

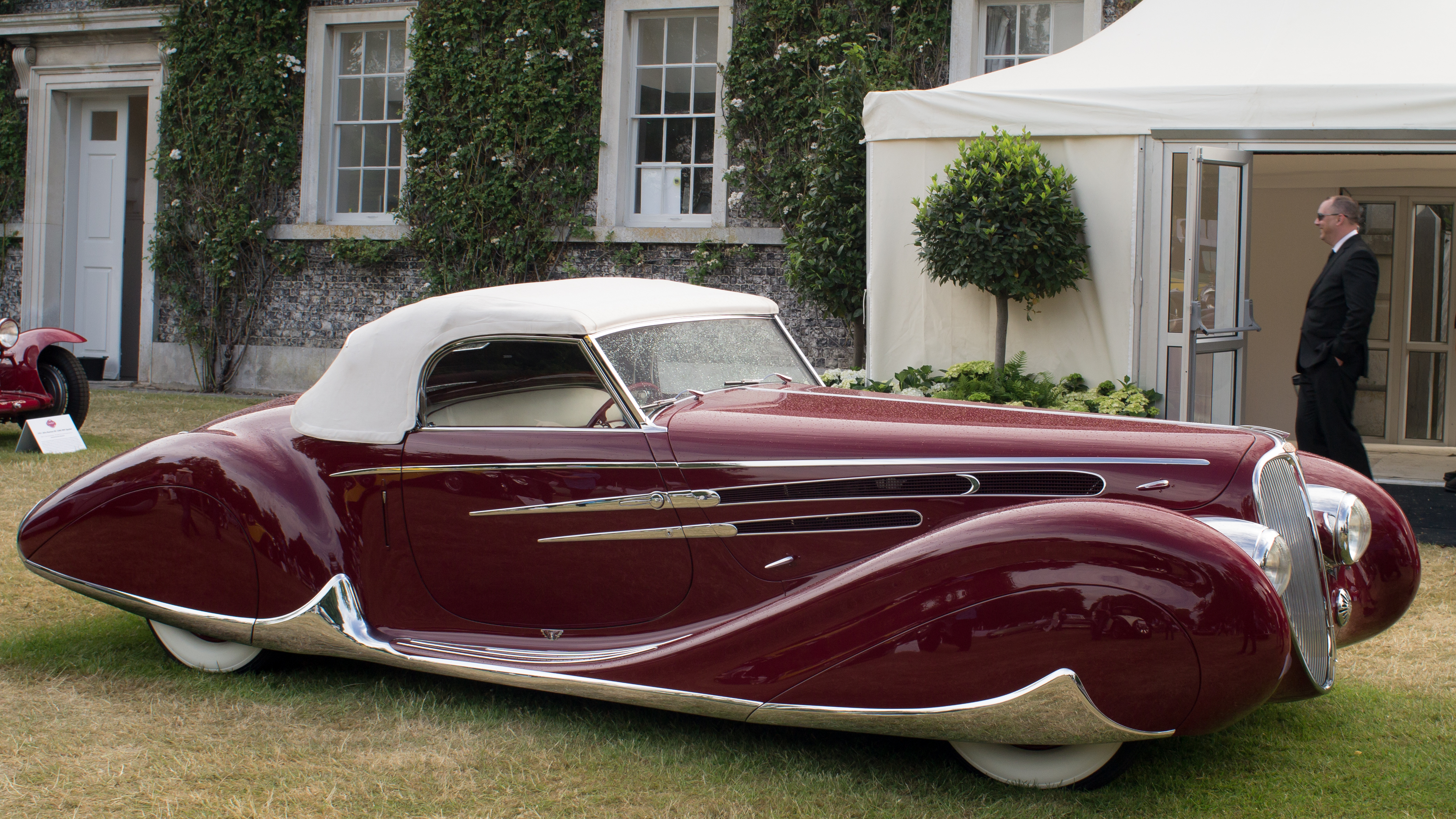
۱۹۳۹ دلاهیه تیپ ۱۸۵

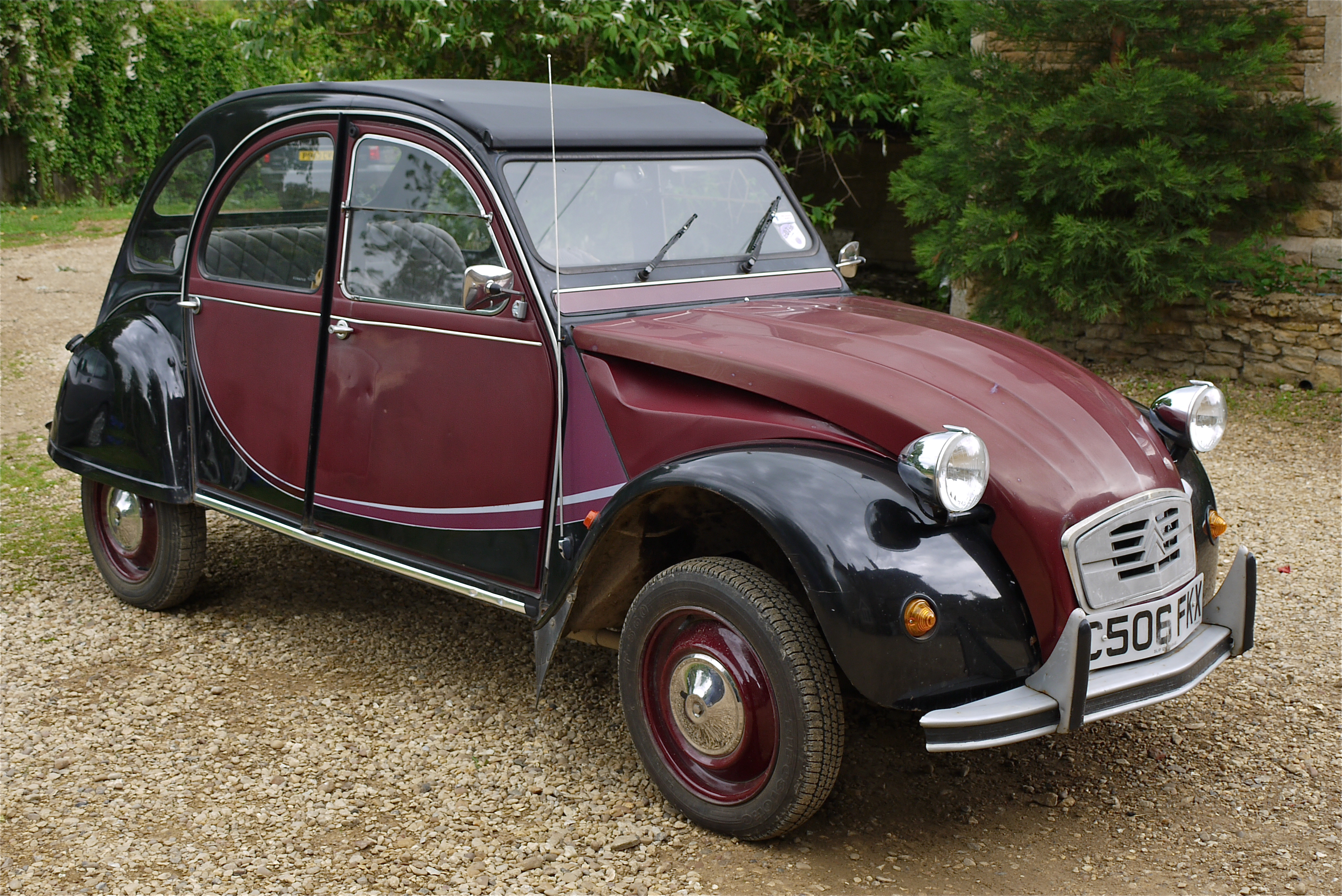
سیتروئن ۲سی‌وی

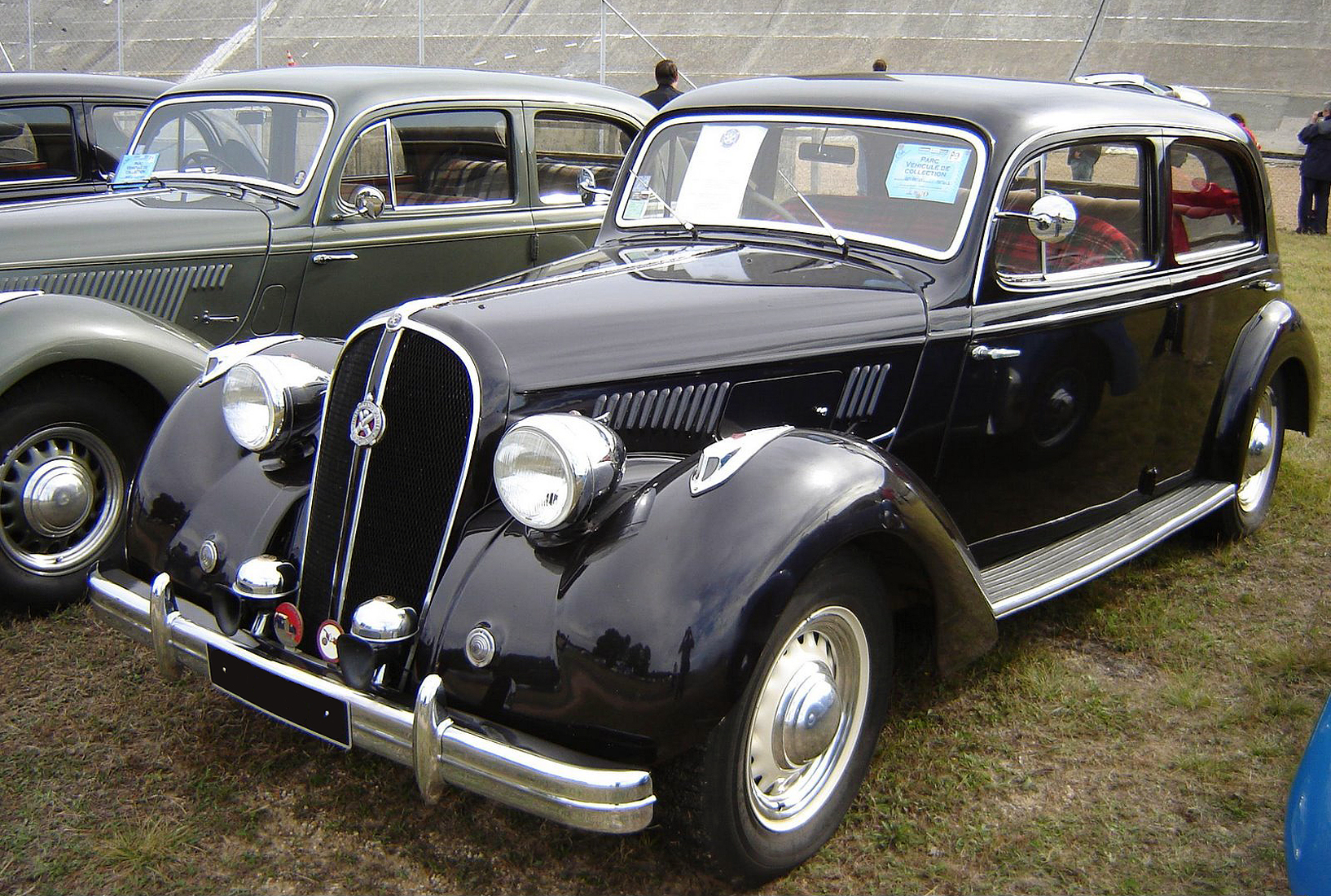
هاچکیس آرتوریوس

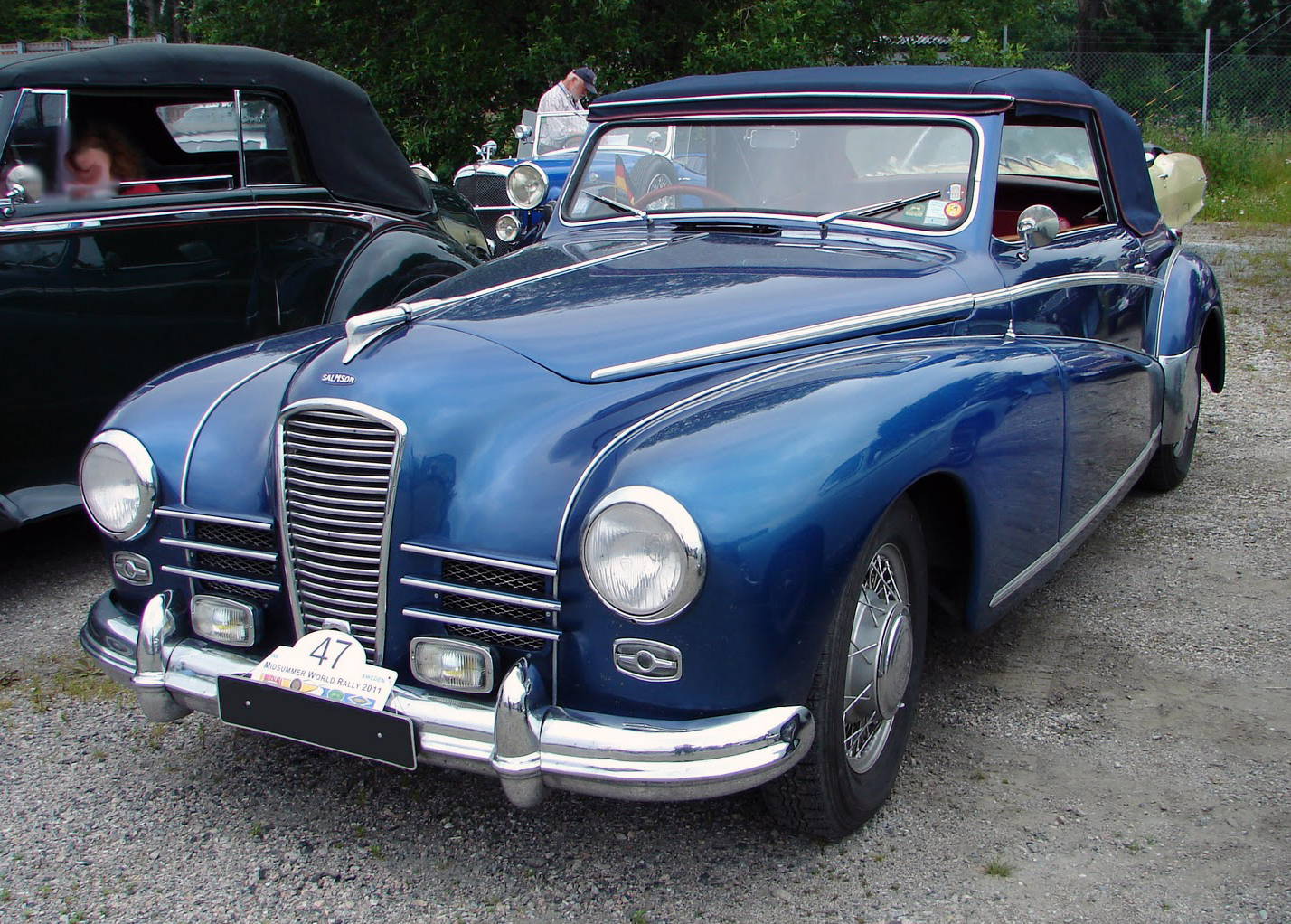
سالمسون کابریولت

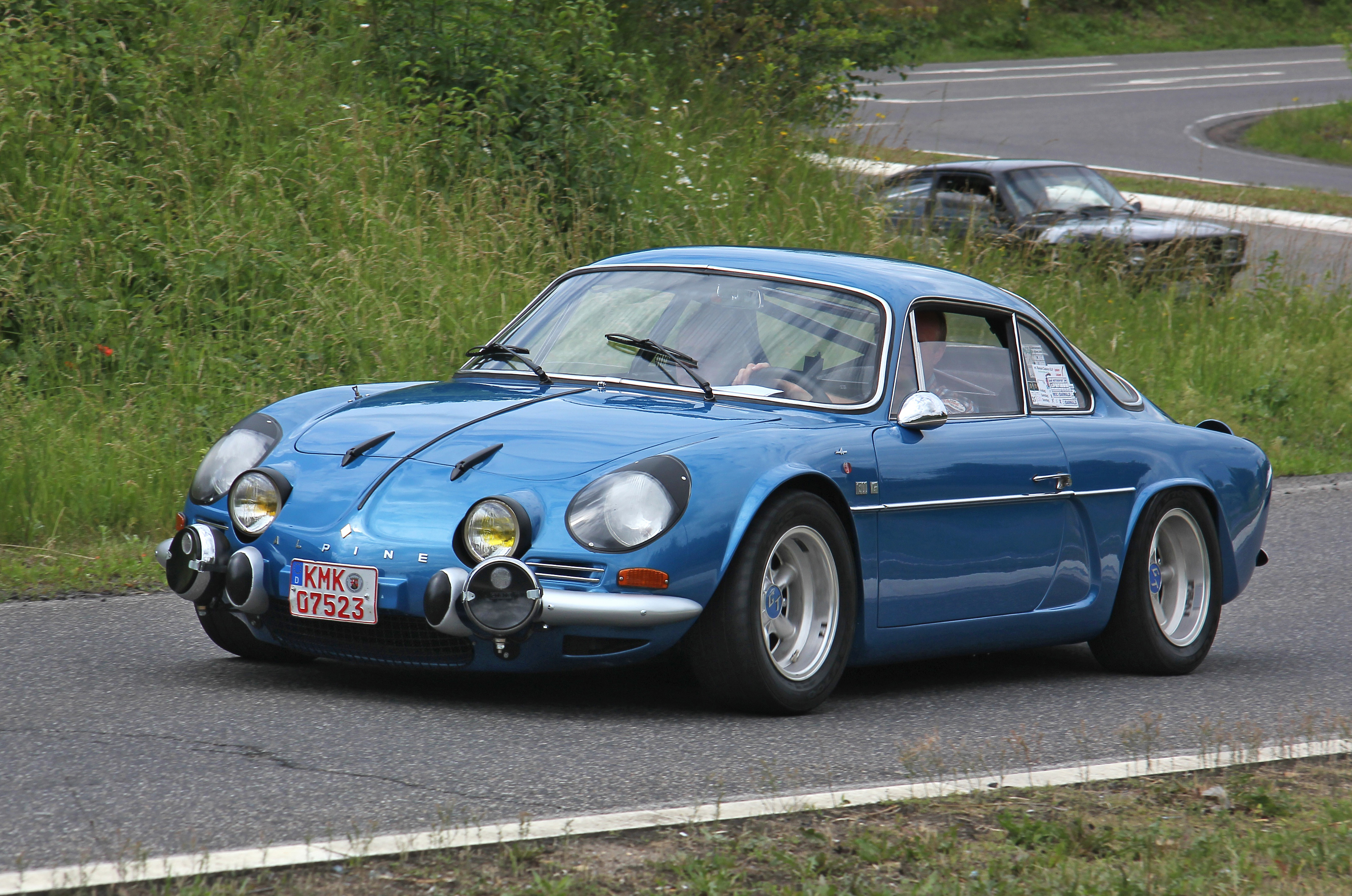
آلپاین ای۱۱۰

۱۹۰۳ - فرانسه همچنان با تولید ۳۰۱۲۴ خودرو (تقریباً ۴۹٪ از کل جهان) در مقابل ۱۱٬۲۳۵ خودروی تولید شده در ایالات متحده، پیشروترین خودروساز جهان است.
۱۹۰۳ - هاچکیس تأسیس شد. این شرکت در سال ۱۹۵۰ توسط پژو خریداری شد، اما در سال ۱۹۵۵ تولید خودرو را متوقف کرد.
۱۹۰۵ - دلاج توسط لوئیس دلاژ تأسیس شد. این شرکت در ۱۹۳۵ توسط دلاهیه خریداری شد و در سال ۱۹۵۴ تولید خودرو را متوقف کرد.
۱۹۱۰ - اتوره بوگاتی شرکت بوگاتی را در مولشیم (سپس در آلمان، اکنون در فرانسه) راه اندازی کرد.
۱۹۱۱ - شعبه فرانسوی هیسپانو-سویزا تأسیس شد. تولید خودرو توسط این شرکت در سال ۱۹۳۸ به پایان رسید.
۱۹۱۹ -شرکت اوینوس ویژن تأسیس شد. این کارخانه در سال ۱۹۳۹ به کار خود پایان داد. پس از جنگ، ویژن یک میکرو خودرو، را طراحی کرد.
۱۹۱۹ - سیتروئن توسط آندره سیتروئن تأسیس شد.
۱۹۲۰ - دراک (تأسیس ۱۸۹۶) با سانبیم و تالبوت ادغام شد و در نهایت در سال ۱۹۳۵ این شرکت‌ها به تالبوت-لاگو تبدیل شدند. این شرکت توسط سیمکا در سال ۱۹۵۹ خریداری شد.
۱۹۲۱ - آمیلکار تأسیس شد. این شرکت در سال ۱۹۳۷ با هاچکیس ادغام شد و تولید خودرو در آن در سال ۱۹۳۹ متوقف شد.
۱۹۲۱ - سالمسون تولید خودرو را آغاز کرد. در سال ۱۹۵۷ این شرکت توسط رنو خریداری شد.
۱۹۲۹ - تولید سالانه خودروهای فرانسوی به ۲۵۳۰۰۰ خودروی سواری در سال رسید، سطحی که تا بعد از جنگ جهانی دوم بی مانند بود.
۱۹۳۳ - با تولید خودروهای سواری فرانسوی ۱۴۰۶۳۵ دستگاه، فرانسه جایگاه خود را به عنوان برترین خودروساز اروپایی در مقابل بریتانیای کبیر ۲۲۰٬۷۷۵ از دست داد.
۱۹۳۴ - سیمکا برای ساخت اتومبیل‌های فیات تأسیس شد.
۱۹۳۶ - در حالی که اقتصادهای انگلیس و آلمان در دهه ۳۰ میلادی پیشرو بودند، رشد اقتصاد فرانسه در حالت بدی بود، با یک دوره اعتصابات مخرب و فلج اقتصادی در سال‌های میانی دهه اقتصاد فرانسه رو به افول می‌رفت. در آلمان، دولت هیتلر صنعت خودروسازی آلمان را در یک استراتژی رادیکال گسترش داد. در سال ۱۹۳۶، فرانسه در بین کشورهای تولیدکننده خودرو در اروپا از رتبه دوم به سوم سقوط کرد در حالی که تولید آلمان به ۲۱۳٬۱۱۷ اتومبیل سواری در سال رسید.
۱۹۴۵ - رنو به دولت فرانسه واگذار شد.
۱۹۴۵ - طرح پونس تصویب شد که نشان دهنده عزم دولت برای تغییر ساختار صنعت خودروسازی فرانسه بر اساس اولویت‌های مشخص شده توسط سیاستمداران و کارکنان دولت بود. اخذ مالیات از خودروهای لوکس به شرکت‌های: بوگاتی، دلاج، دلاهیه، سالمسون و تالبوت-لاگو بسیار ضربه زد.
۱۹۴۶ - رنو، رنو ۴سی‌وی را معرفی کرد.
۱۹۴۸ - سیتروئن سیتروئن ۲سی‌وی را معرفی کرد، یک سدان دیفرانسیل جلو کوچک که به عنوان «ماشین مردمی» در بازار وبه عنوان رقیب فولکس واگن بیتل آلمانی به بازار عرضه شد.

## ۱۹۵۰ تا ۲۰۰۰
۱۹۵۴ - فاسل وگا تأسیس شد.
۱۹۵۴ - سیمکا فورد اس‌ای‌اف را خرید.

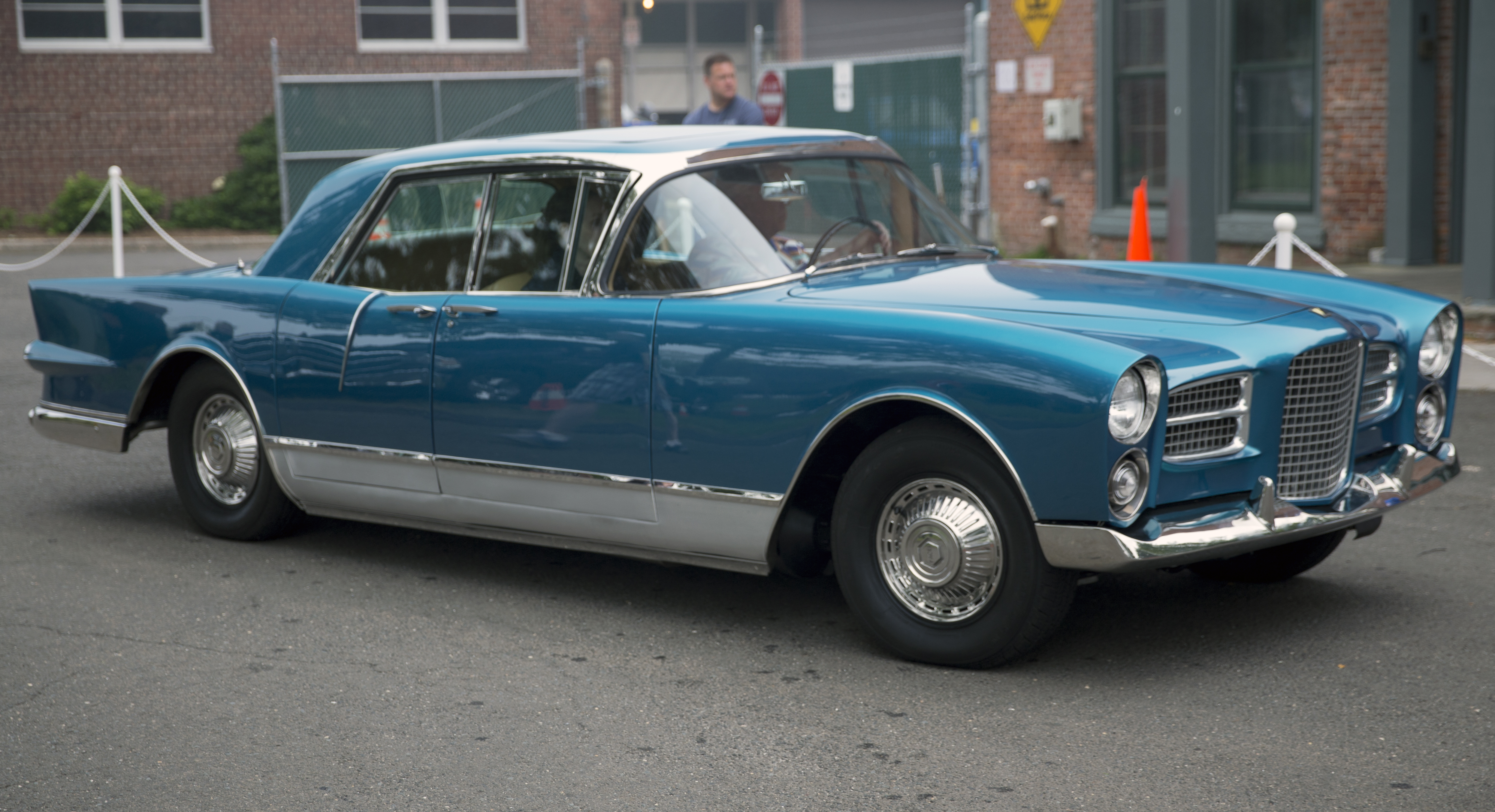
فاسل وگا اکسلنت

۱۹۵۵ - سیتروئن مدل سیتروئن دی‌اس را معرفی کرد که مجهز به ترمزهای دیسکی و سیستم تعلیق هیدروپنوماتیک است.
۱۹۵۵ - اتومبیلز آلپاین تأسیس شد و مجموعه ای از اتومبیل‌های اسپرت را معرفی کرد.

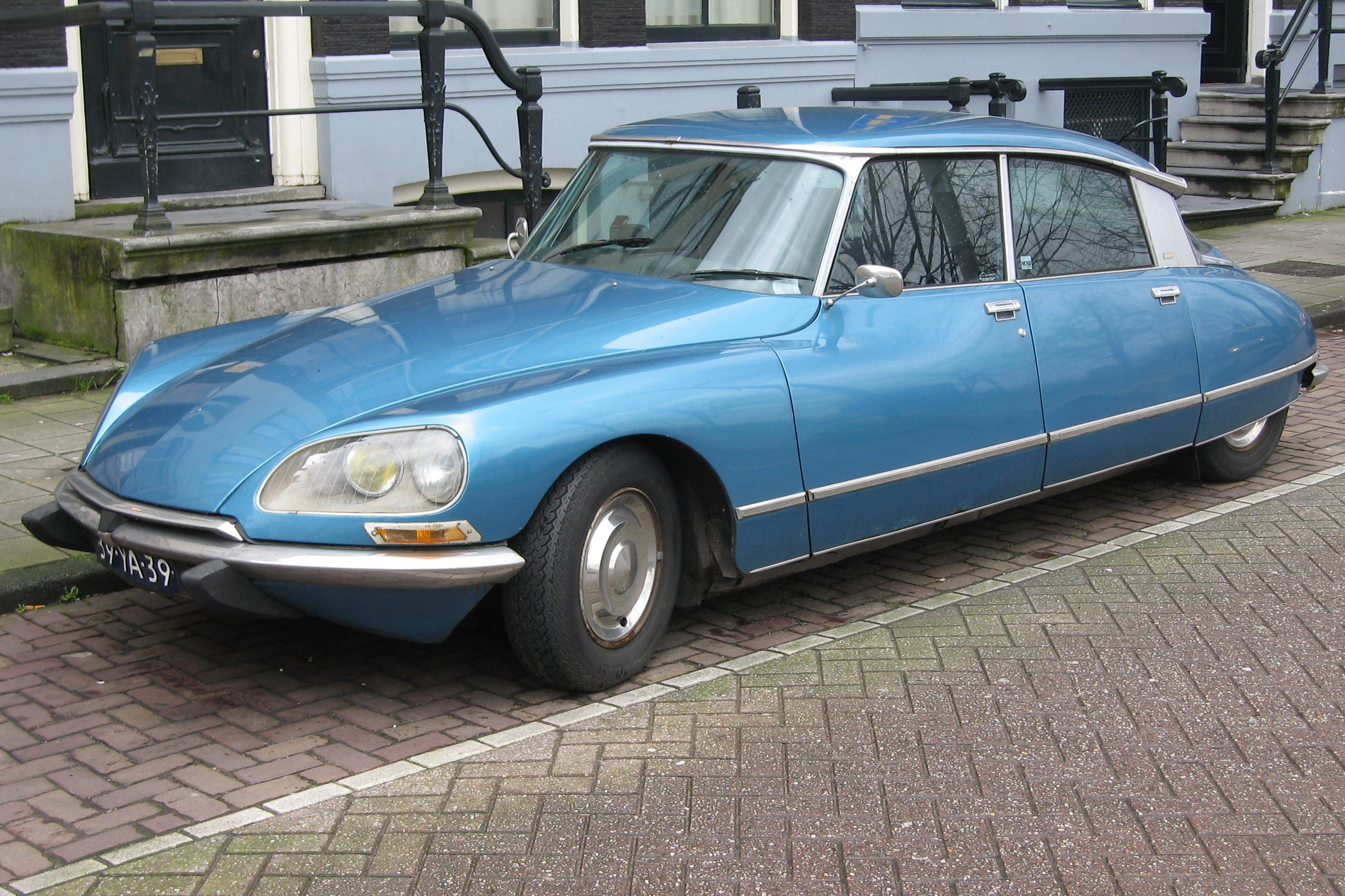
سیتروئن دی‌اس

۱۹۵۷ - پایان تولید سیتروئن تراکسیون آوان پس از ۲۳ سال.
۱۹۶۰ - راه اندازی خط تولید پژو ۴۰۴ سدان.
۱۹۶۱ - رونمایی از رنو ۴، یک ماشین کوچک هاچ‌بک که هدف آن رقابت با سیتروئن ۲سی‌وی در فرانسه و همچنین رقبای خارجی مانند فولکس واگن بیتل و مینی جدید بود.
۱۹۶۳ - خودروسازی آمریکایی کرایسلر ۶۳ درصد از سهام سیمکا را خرید.
۱۹۶۴ - سقوط شرکت فاسل وگا پس از تنها ۱۰ سال تولید خودرو به دلیل مشکلات مالی.
۱۹۶۵ - ماترا تولید خودرو را آغاز کرد. سیتروئن کنترل پانهارد از دست داد و تولید خودروهای سواری با نشان پانهارد را به تدریج کنار گذاشت. رنو ۱۶، یک هاچ بک بزرگ خانوادگی ، عرضه شد و به عنوان خودروی سال اروپا انتخاب شد.
۱۹۶۸ - سیتروئن، مازراتی سازنده خودروهای اسپرت و لوکس ایتالیایی را خرید. پژو ۵۰۴، یک سدان بزرگ خانوادگی دیفرانسیل عقب را روانه بازار می‌کند که به عنوان خودروی سال اروپا انتخاب می‌شود.
۱۹۶۹ - رنو ۱۲ معرفی شد.

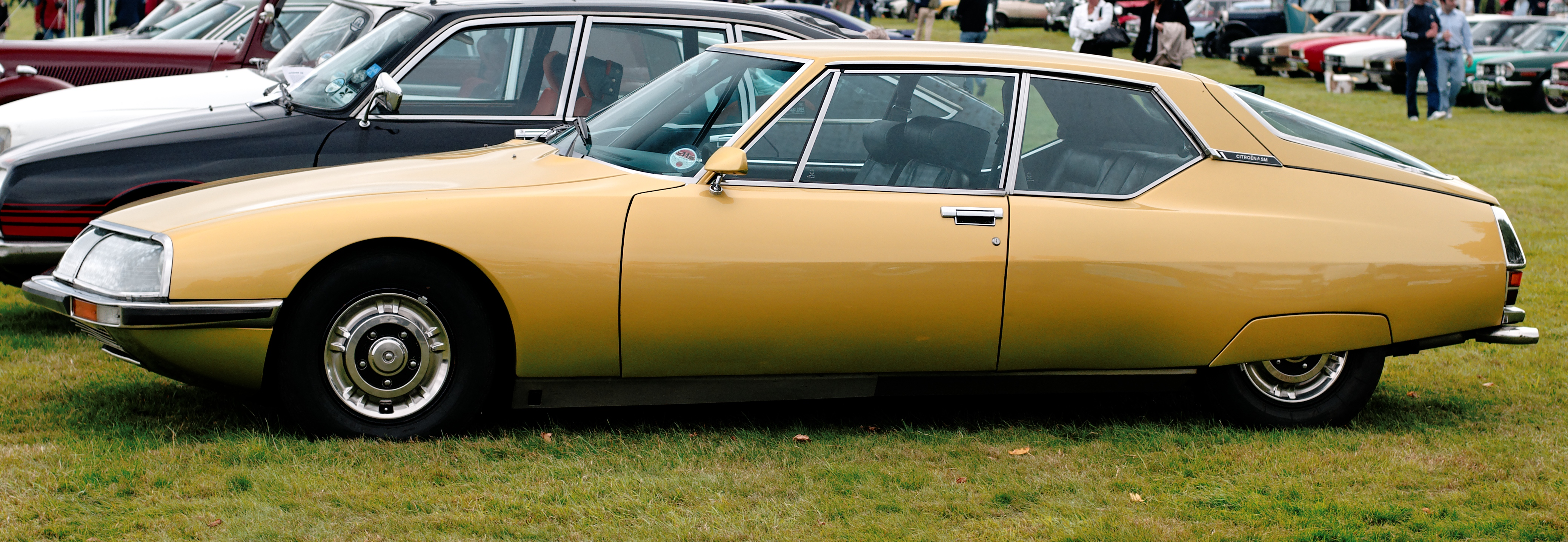
سیتروئن اس‌ام

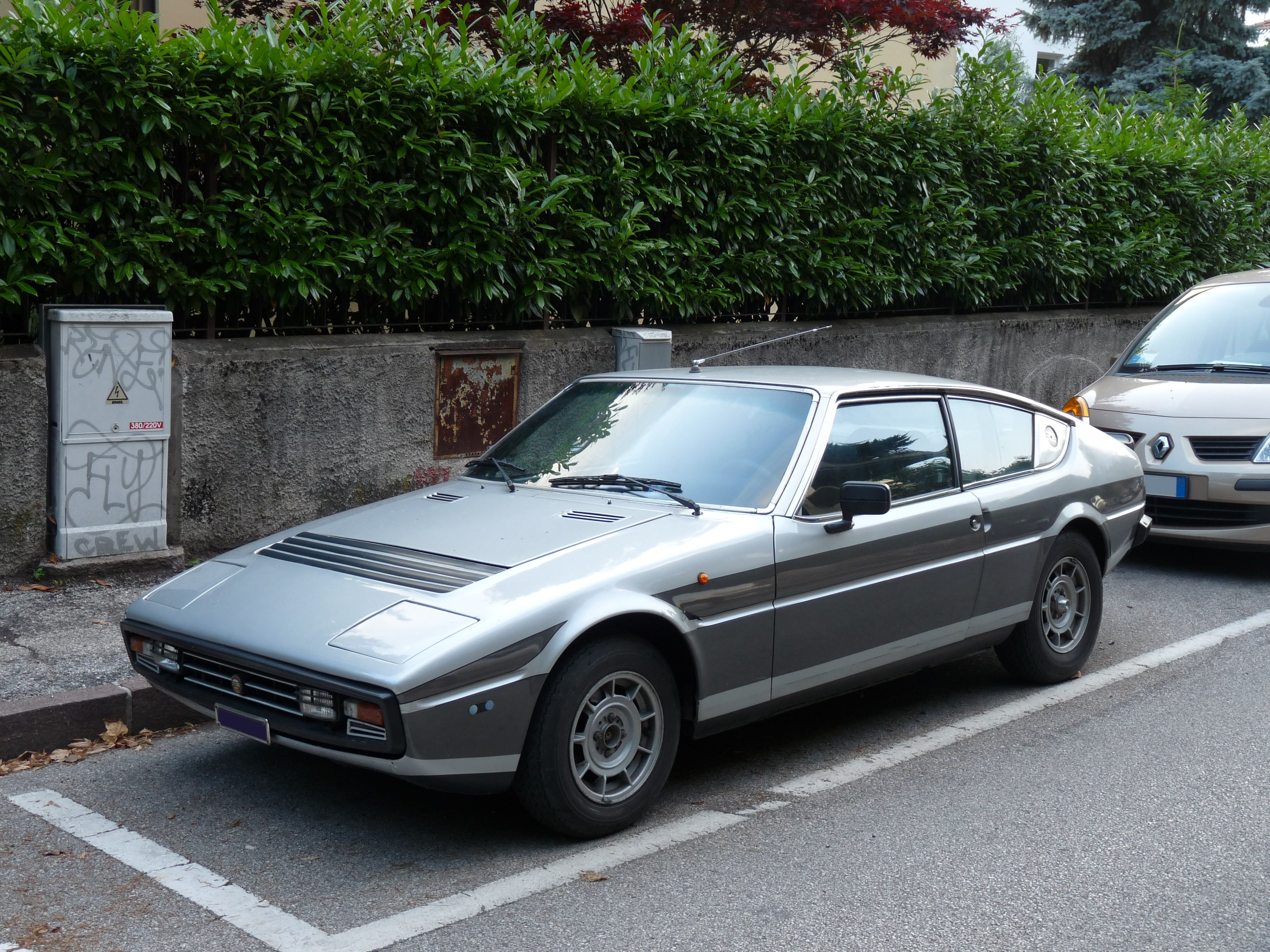
ماترا باگرا

۱۹۷۰- سیتروئن سیتروئن اس‌ام را معرفی کرد، یک کوپه بزرگ با سیستم تعلیق پنوماتیک، فرمان برقی، ترمزهای هیدرو پنوماتیک و فناوری موتور مازراتی. در این سال سیتروئن، سیتروئن جی‌اس جدید را معرفی کرد که به عنوان خودروی سال اروپا انتخاب شد. کرایسلر مدل جدید سالون پرچمدار ساخت فرانسه و طراحی بریتانیا را با نام کرایسلر ۱۸۰ معرفی کرد.
۱۹۷۲ - رونمایی از رنو ۵، اولین هاچ بک کوچک فرانسه. این خودرو دارای بدنه ای سه در و ۵ در و دیفرانسیل جلو است.
۱۹۷۳ - ساخت کرایسلر ۲ لیتری، نسخه موتور بزرگتر مدل کرایسلر ۱۸۰.
۱۹۷۴-با وجود اینکه سیتروئن سی‌ایکس جدید (جانشین دی‌اس) به عنوان ماشین سال اروپا انتخاب شد، اما سیتروئن ورشکستگی خود را اعلام کرد. مازراتی به الساندرو دی توماسو فروخته شد. پژو اولین مدل هاچ بک خود را با نام پژو ۱۰۴ روانه بازار کرد.
۱۹۷۵ - سیمکا ۱۳۰۷ (که در بریتانیا با نام کرایسلر آلپاین فروخته می‌شد) معرفی شد و با استفاده از استایل بدنه هاچ بک و دیفرانسیل جلو به عنوان خودروی سال اروپا انتخاب شد. سیتروئن با ادغام در پژو از سقوط نجات یافت. تولید سیتروئن دی‌اس پس از ۲۰ سال و بیش از ۱٫۴ میلیون فروش در سراسر جهان متوقف شد.
۱۹۷۶ - رنو یک مدل هاچ بک کوچک خانوادگی جدید با نام رنو ۱۴ روانه بازار کرد که از نظر مفهومی شبیه فولکس‌واگن گلف نسل اول و دوم ساخت آلمان غربی است.
۱۹۷۹ - پژو پژو ۵۰۵ را جایگزین ۵۰۴ کرد.
۱۹۸۰ - توقف تولید رنو ۱۲ پس از ۱۱ سال تولید و رنو ۱۶. مدل جدید رنو فیوگو که از نظر اندازه و قیمت شبیه خودروهایی مانند فورد کاپری است معرفی شد. تالبوت تالبوت تاگورا را روانه بازار کرد.
۱۹۸۱ - رنو ۹، یک سدان کامپکت کوچک خانوادگی، با معرفی خود به عنوان خودروی سال اروپا انتخاب شد. تالبوت سامبا، نسخه فیس‌لیفت شده پژو ۱۰۴، که در کارخانه سابق سیمکا در پویسی فرانسه ساخته شده‌است معرفی شد.
۱۹۸۲-سیتروئن بی‌ایکس معرفی شد.
۱۹۸۳ - پژو سوپرمینی جدید خود را با نام پژو ۲۰۵ با طراحی طراح ایتالیایی پینین فارینا روانه بازار کرد.

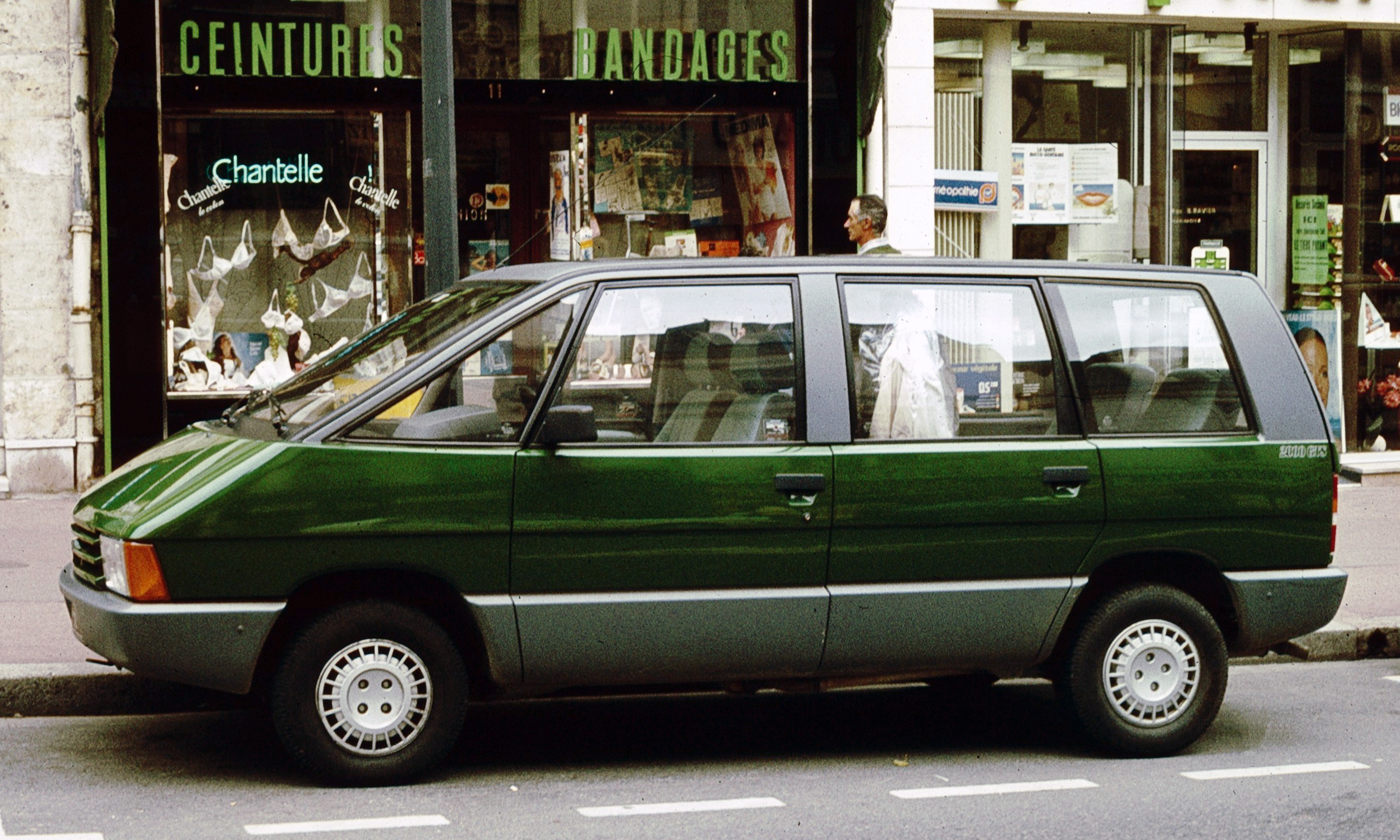
رنو اسپیس

۱۹۸۴ - رنو - اولین وسیله نقلیه چند منظوره ون اروپایی را با نام اسپیس روانه بازار کرد. رنو۵ فیس‌لیفت شد.
۱۹۸۵ - پژو ۳۰۹ معرفی شد.
۱۹۸۶ - ژرژ بس، رئیس رنو، توسط یک گروه تروریستی کمونیستی کشته شد. رنو، رنو ۱۸ را با رنو ۲۱ و کرد. تولید و فروش رنو ۴ پس از ۲۵ سال به پایان رسید، اما تولید آن در آرژانتین تا اوایل دهه ۱۹۹۰ ادامه یافت. تولید سیتروئن جی‌اس سرانجام پس از ۱۶ سال تولید متوقف شد.

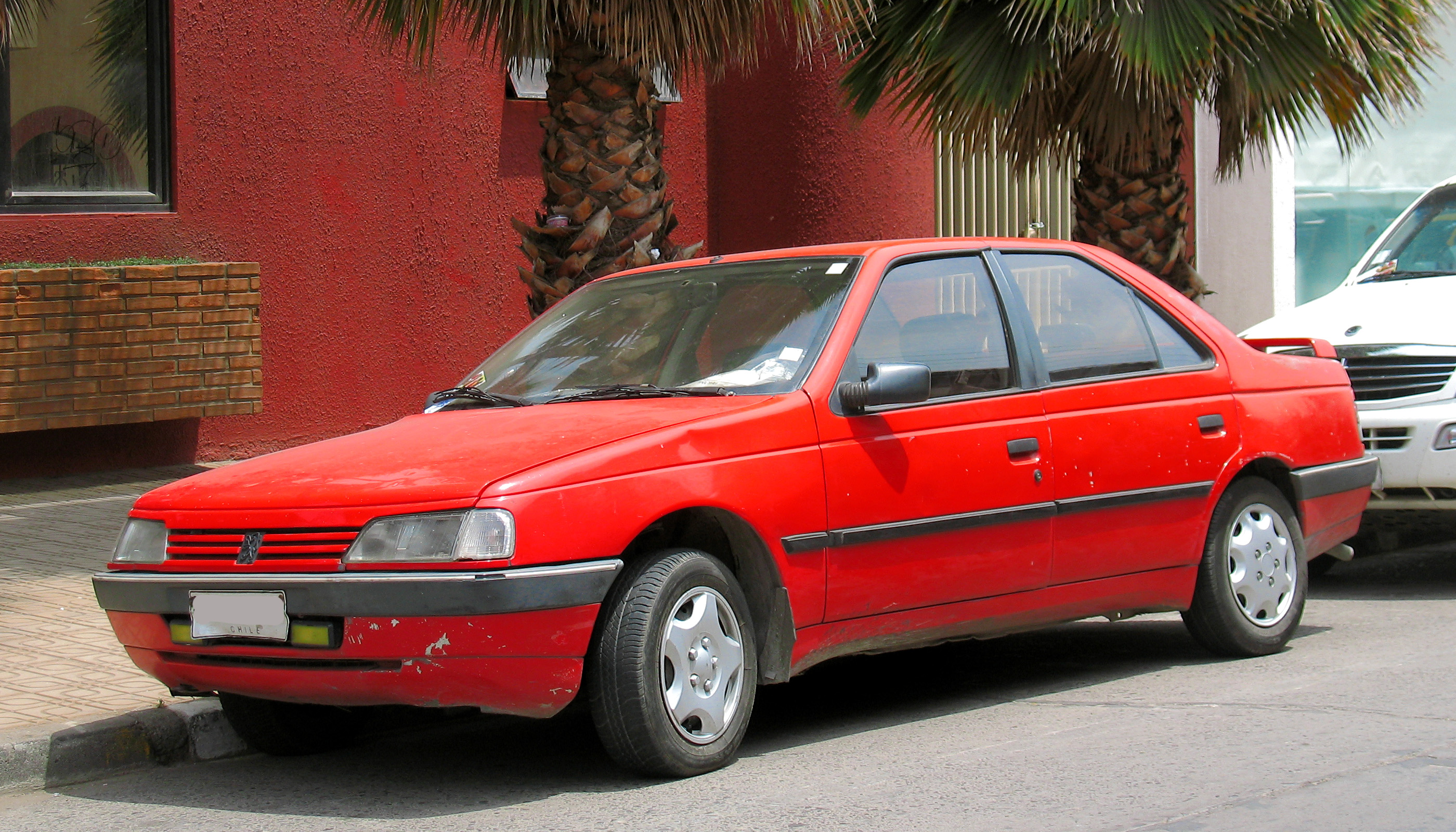
پژو ۴۰۵ مدل ۱۹۹۳

۱۹۸۷ - پژو مدل پژو ۴۰۵ خود را که در بریتانیا طراحی شده بود، روانه بازار کرد و این خودرو به عنوان خودروی سال اروپا انتخاب شد. سیتروئن ای‌اکس، سوپر مینی سیتروئن معرفی شد.
۱۹۸۸ - سیتروئن ۲سی‌وی در فرانسه پس از ۴۰ سال تولید به پایان رسید. رنو رنو ۱۹ را معرفی کرد. عرضه پژو۴۰۵ به شکل استیشن آغاز شد.
۱۹۸۹ -تولید سیتروئن سی‌ایکس پس از ۱۵ سال متوقف شد و سیتروئن ایکس‌ام جایگزین آن شد که به عنوان خودروی سال اروپا انتخاب شد. آخرین مدل پژو ۳۰۵ نیز ساخته شد و تولید این خودرو به پایان رسید.
۱۹۹۰ - رونمایی از رنو کلیو، هاچ بک کوچک جدید رنو، که در نهایت جایگزین رنو ۵ شد. این خودرو به عنوان خودروی سال اروپا انتخاب شد.
۱۹۹۱- پژو مدل ۲۰۵ خود را با پژو ۱۰۶ جایگزین کرد. سیتروئن با سیتروئن زدایکس دوباره وارد بازار هاچ بک‌های متوسط می‌شود.
۱۹۹۲ - گروه پی‌اس‌ای یک سرمایه‌گذاری مشترک با دانگ‌فنگ موتور کورپوریشن در چین با نام دانگ‌فنگ پژو-سیتروئن ایجاد کرد. 

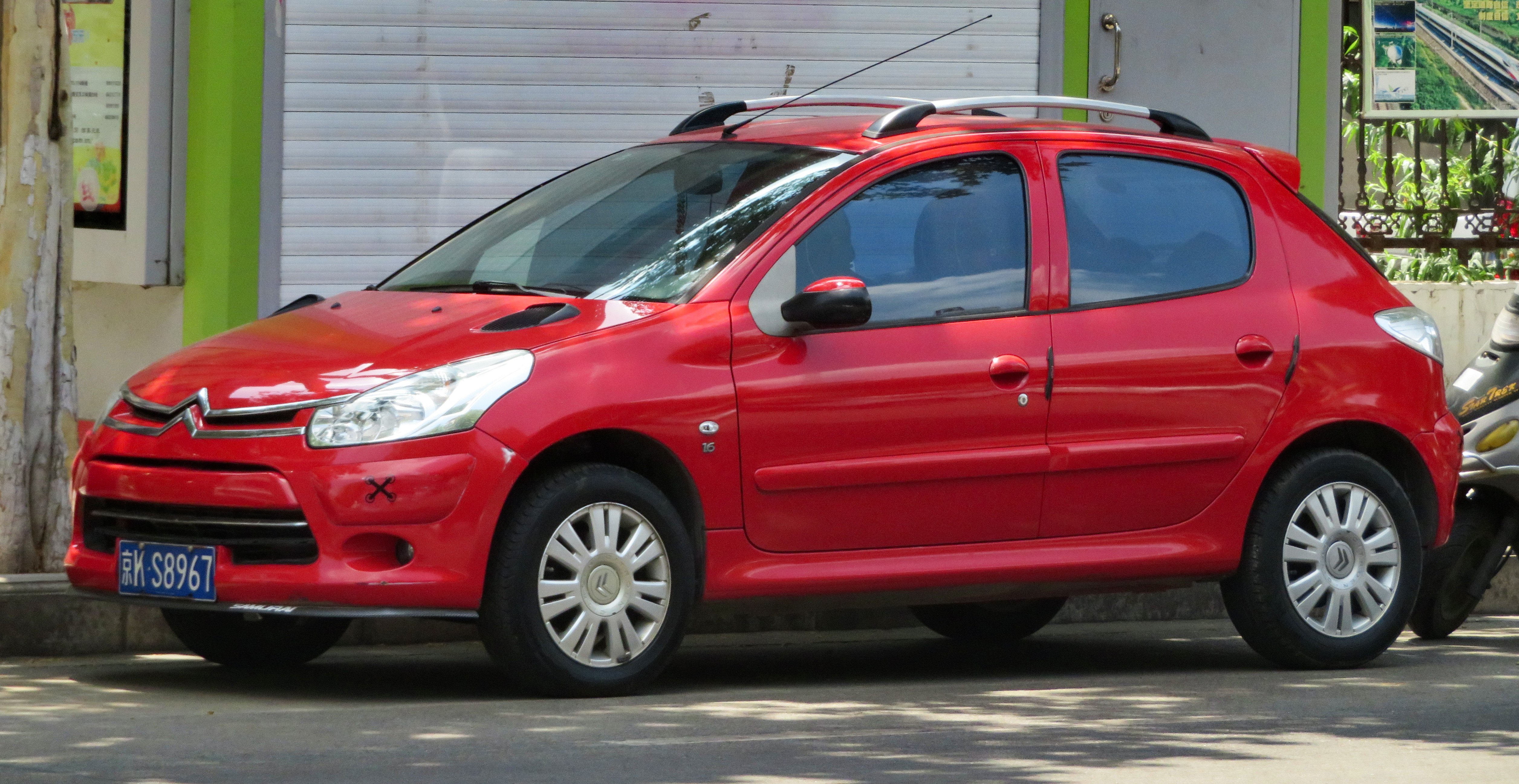
سیتروئن سی۲ ساخته شده در دانگ‌فنگ پژو-سیتروئن که بر اساس اتاق پژو ۲۰۶ ساخته شده‌است‌

رنو با رنو توئینگو وارد بازار خودروهای شهری می‌شود که فقط برای بازارهای اروپایی ساخته شده‌است. رنو رنو ۲۵ را با رنو سفقان جایگزین کرد.
۱۹۹۳ - پژو مدل ۳۰۹ خود را با ۳۰۶ جایگزین کرد. سیتروئن سیتروئن زانتیا جایگزین سیتروئن بی‌ایکس شد. تولید رنو ۲۱ متوقف و رنو لاگونا را جایگزین آن شد.
۱۹۹۵ - رنو، رنو مگان، را تولید کرد این خودرو در طیف وسیعی از هاچ‌بک، سدان، کوپه، کابریولت عرضه شد. پژو ۴۰۶ جایگزین پژو ۴۰۵ شد.

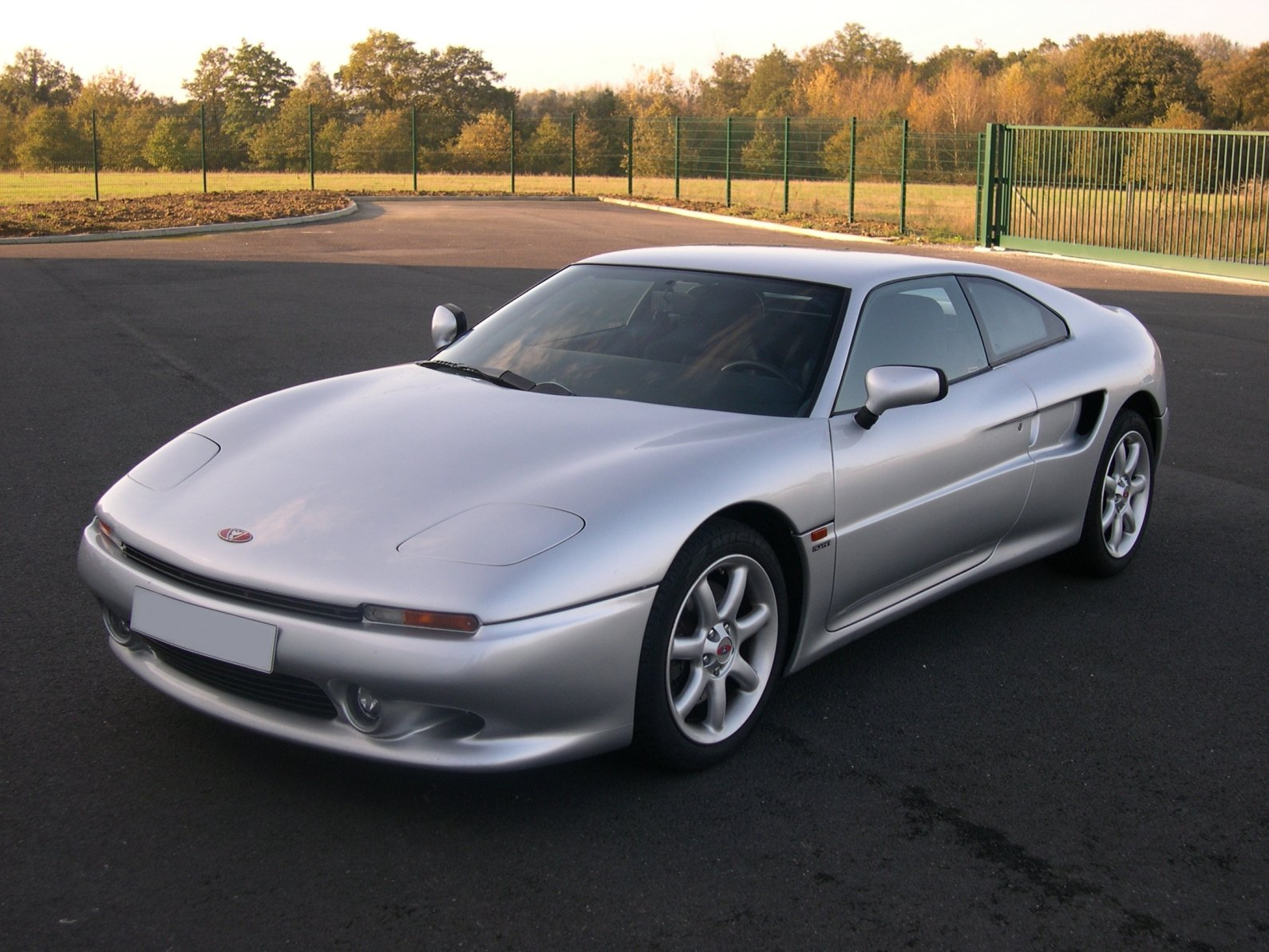
ونتوری آتلانتیک

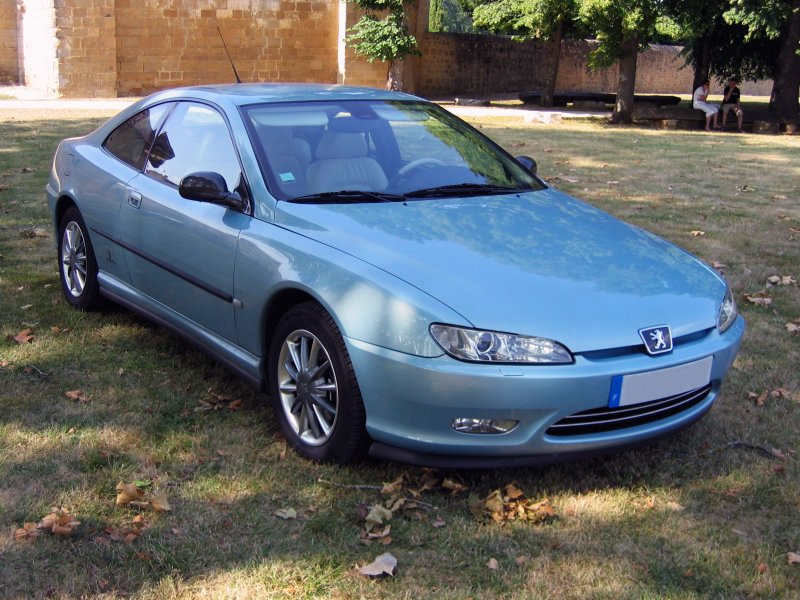
پژو ۴۰۶ کوپه

۱۹۹۶ - رنو خصوصی شد و از اختیار دولت خارج شد. رنو سینیک معرفی شد و برنده جایزه خودروی سال اروپا شد. تولید رنو ۵ سرانجام پس از نزدیک به ۲۵ سال تولید در فرانسه به پایان رسید. پژو پس از بیش از یک دهه دوری از بازار کوپه با ۴۰۶ کوپه دوباره وارد بازار کوپه شد.
۱۹۹۷- کارخانه مونتاژ هوشمند اسمارت توسط خودروساز آلمانی مرسدس بنز افتتاح شد تا میکرو خودروهای دو نفره تولید کند.
۱۹۹۸ - گروه فولکس‌واگن سهام بوگاتی را به دست آورد. توقف تولید پژو ۲۰۵ پس از ۱۵ سال و جایگزینی آن با ۲۰۶.
۱۹۹۹ - رنو به سهام خودروساز ژاپنی، نیسان دست یافت. رنو ۹۹ درصد مالکیت خودروسازی رومانیایی داچیا را خرید.

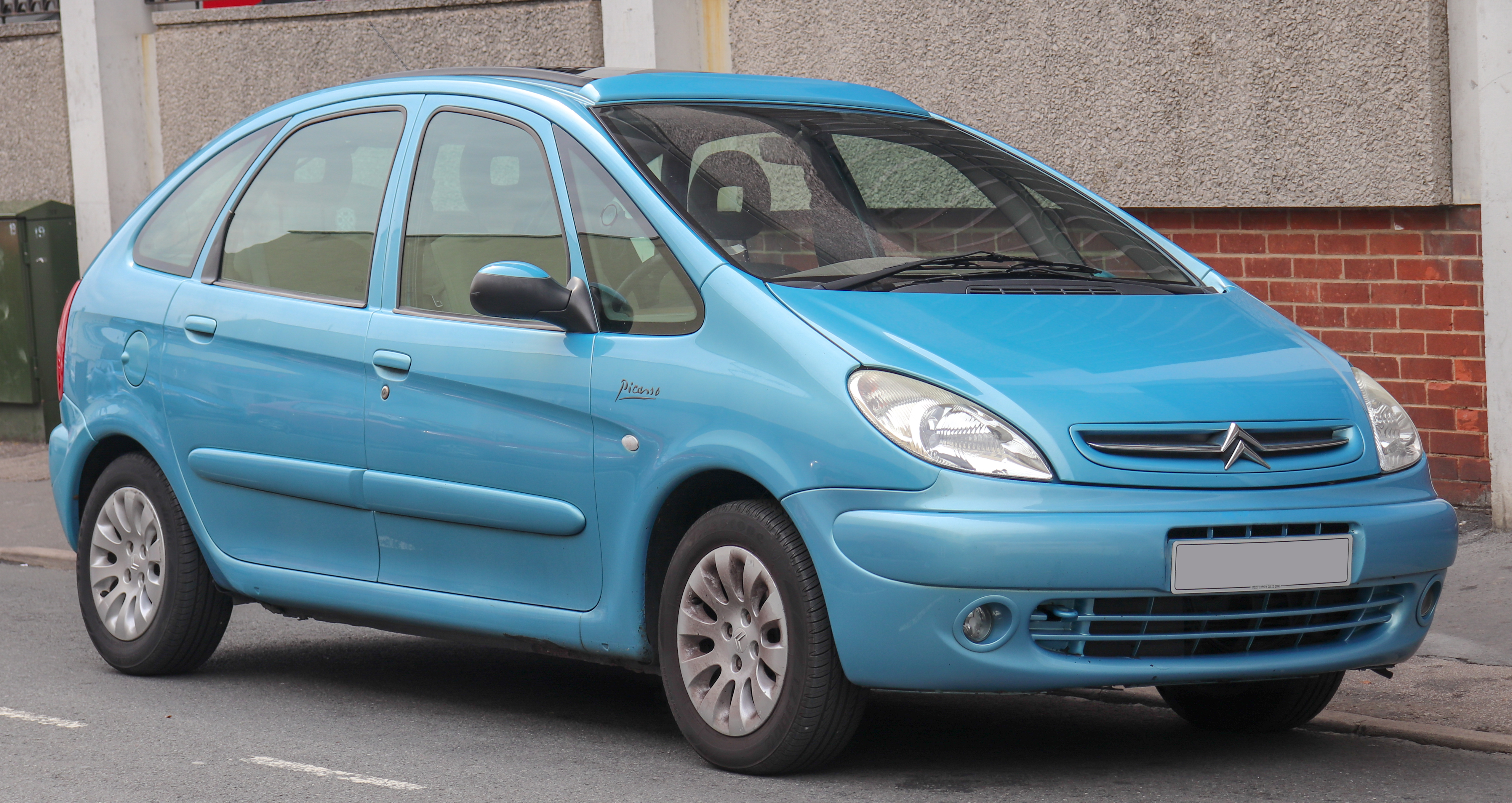
سارا پیکاسو ۲۰۰۲

تولید سیتروئن سارا پیکاسو، یک مینی ون جمع و جور که شبیه به سبک رنو اسنیک، که بر اساس پلتفرم سیتروئن سارا طراحی شده‌است.
۲۰۰۰ - سقوط سیتروئن ایکس‌ام پس از ۱۱ سال، به دنبال کاهش شدید فروش از اواسط دهه ۱۹۹۰. پژو ۲۰۶ سی‌سی روانه بازار شد این خودرو اولین خودروی فرانسوی با سقف فولادی تاشو بود، که باعث می‌شود که سقف خودرو به عنوان یک کوپه و کانورتیبل عمل کند. نسل دوم رنو لاگونا در پایان سال معرفی شد و این خودرو یکی از اولین خودروهای تولید انبوه بود که دارای سیستم ورود بدون کلید بود.

## ۲۰۰۰ تا کنون
۲۰۰۰ - رنو ۷۰ درصد از سامسونگ موتورز کره جنوبی را خریداری کرد و یک شرکت تابعه جدید رنو سامسونگ موتورز (که در حال حاضر ۸۰ درصد آن متعلق به رنو است) تشکیل می‌دهد.
۲۰۰۱ - تویوتا خط مونتاژ اروپای غربی خود را برای تویوتا یاریس در والنسین ساخت. پژو ۳۰۷ جدید پژو، جایگزین ۳۰۶ قدیمی شد و به عنوان خودروی سال اروپا انتخاب شد.

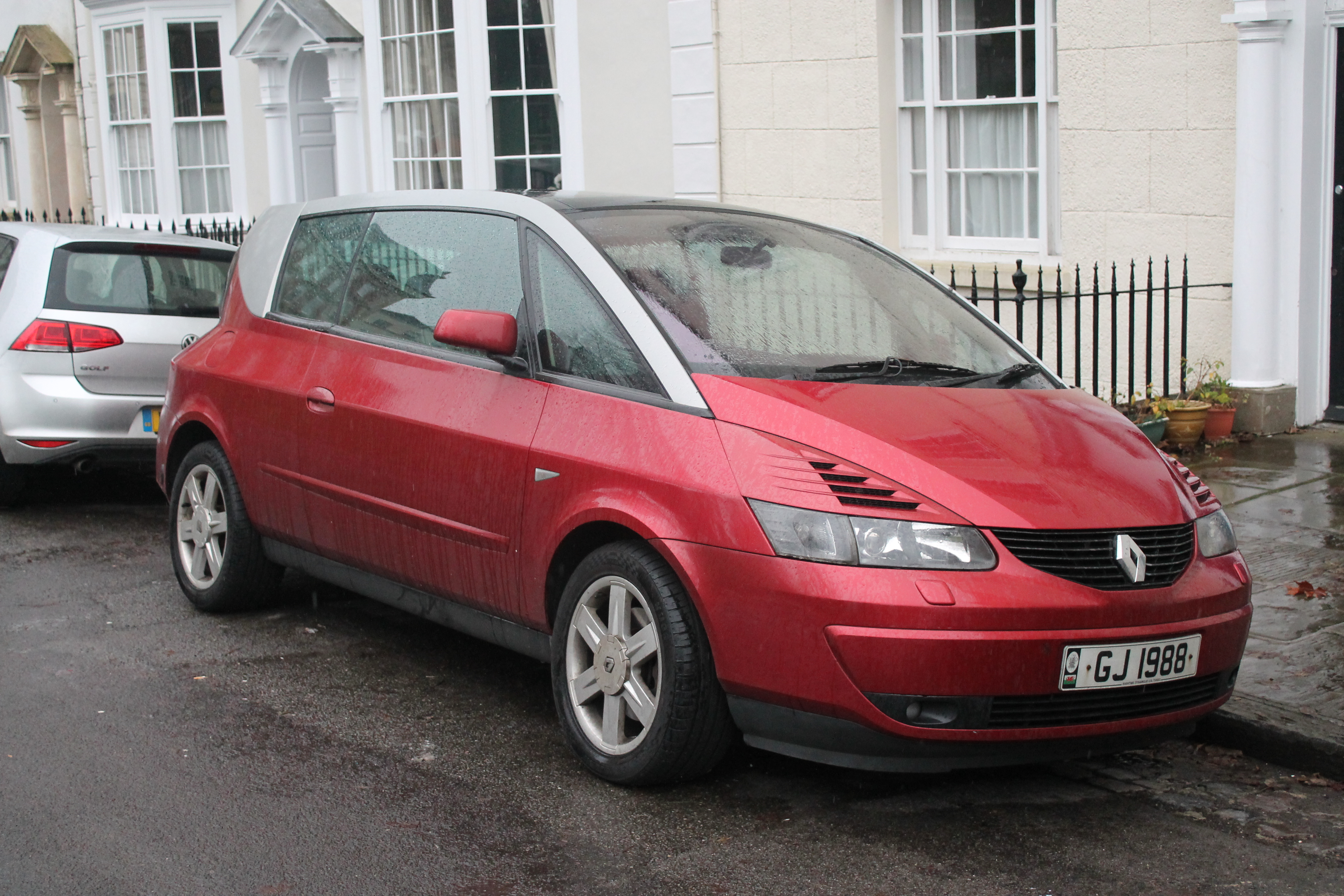
رنو آوانتایم

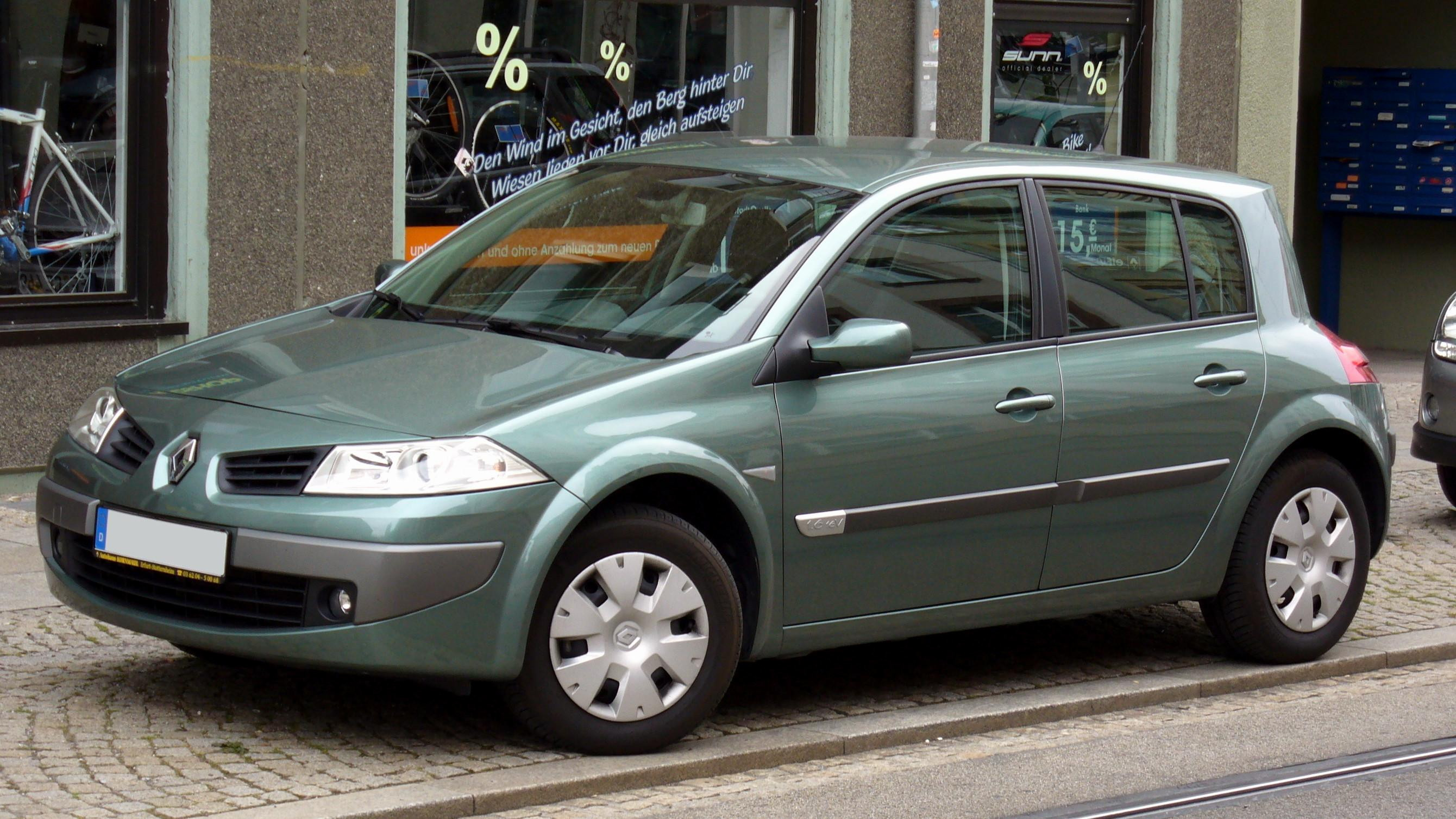
رنو مگان، ۲۰۰۳ خودروی سال اروپا

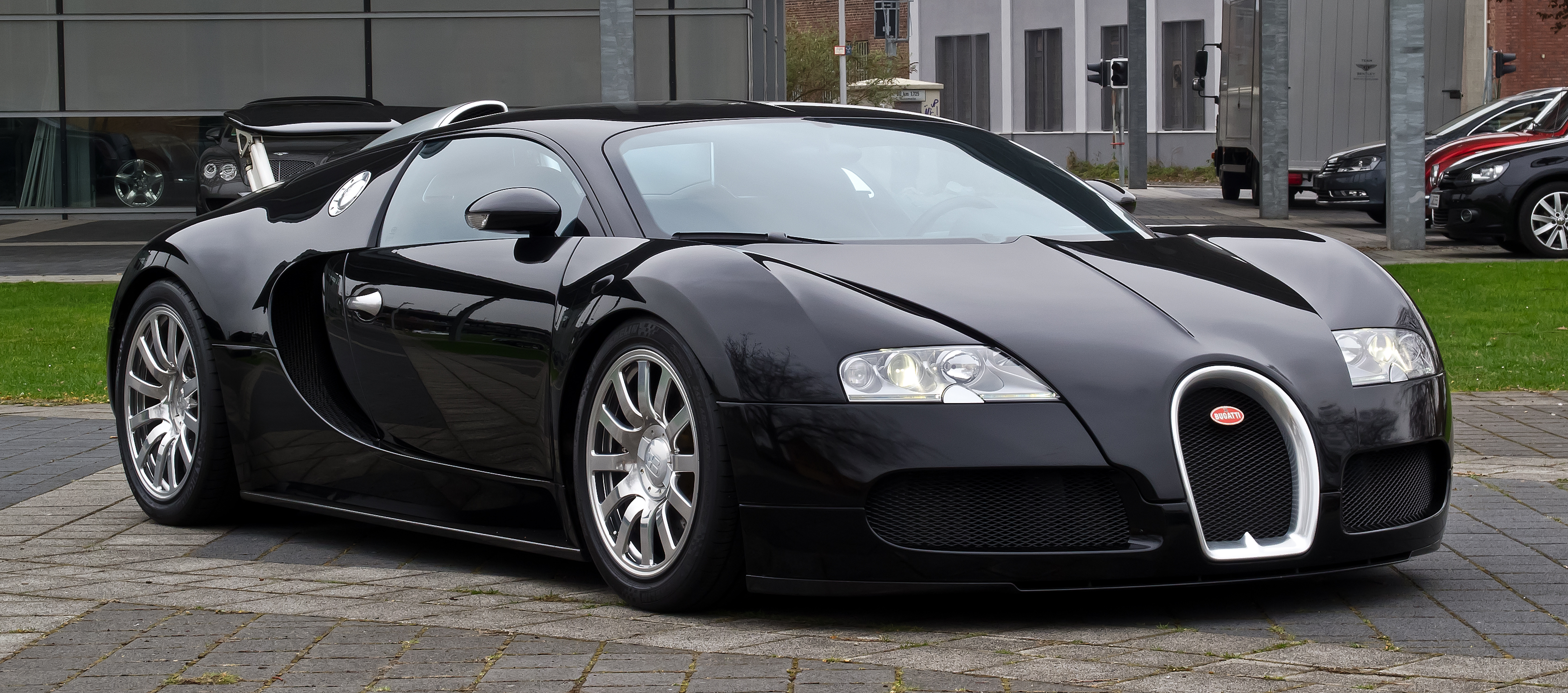
بوگاتی ویرون

۲۰۰۲ - رنو مگان نسل دوم راه اندازی شد و به عنوان خودروی سال اروپا انتخاب شد. سیتروئن سی۳ پنج در عرضه شد
۲۰۰۳ - پایان تولید پژو ۱۰۶ پس از ۱۲ سال. این خودرو از سال ۱۹۹۱ روی خط تولید بود. به دنبال عرضه سیتروئن سی۲ سه در، تولید سیتروئن ساکسو نیز متوقف می‌شود.
۲۰۰۴ - جایگزینی پژو ۴۰۶ با پژو ۴۰۷. سیتروئن، سیتروئن سارا را با سیتروئن سی۴ جایگزین می‌کند.
۲۰۰۵ - رنو کلیو نسل سوم معرفی شد و به عنوان خودروی سال اروپا انتخاب شد.
۲۰۰۶ - معرفی پژو ۲۰۷، که در نهایت جایگزین ۲۰۶ شد. ماشین جدید در فرانسه تولید می‌شود. سیتروئن پیکاسو و نسخه‌های هفت نفره گرند پیکاسو و سیتروئن سی۴ روانه بازار شدند.
۲۰۰۷-رنو توینگو، قدیمی‌ترین مدل تولیدی فرانسه، پس از ۱۵ سال با یک مدل جدید جایگزین شد. پژو ۳۰۷ با پژو ۳۰۸ جایگزین شد.
۲۰۰۸ - رنو ۲۵ درصد سهام خودروساز روسی آوتوواز را خرید.

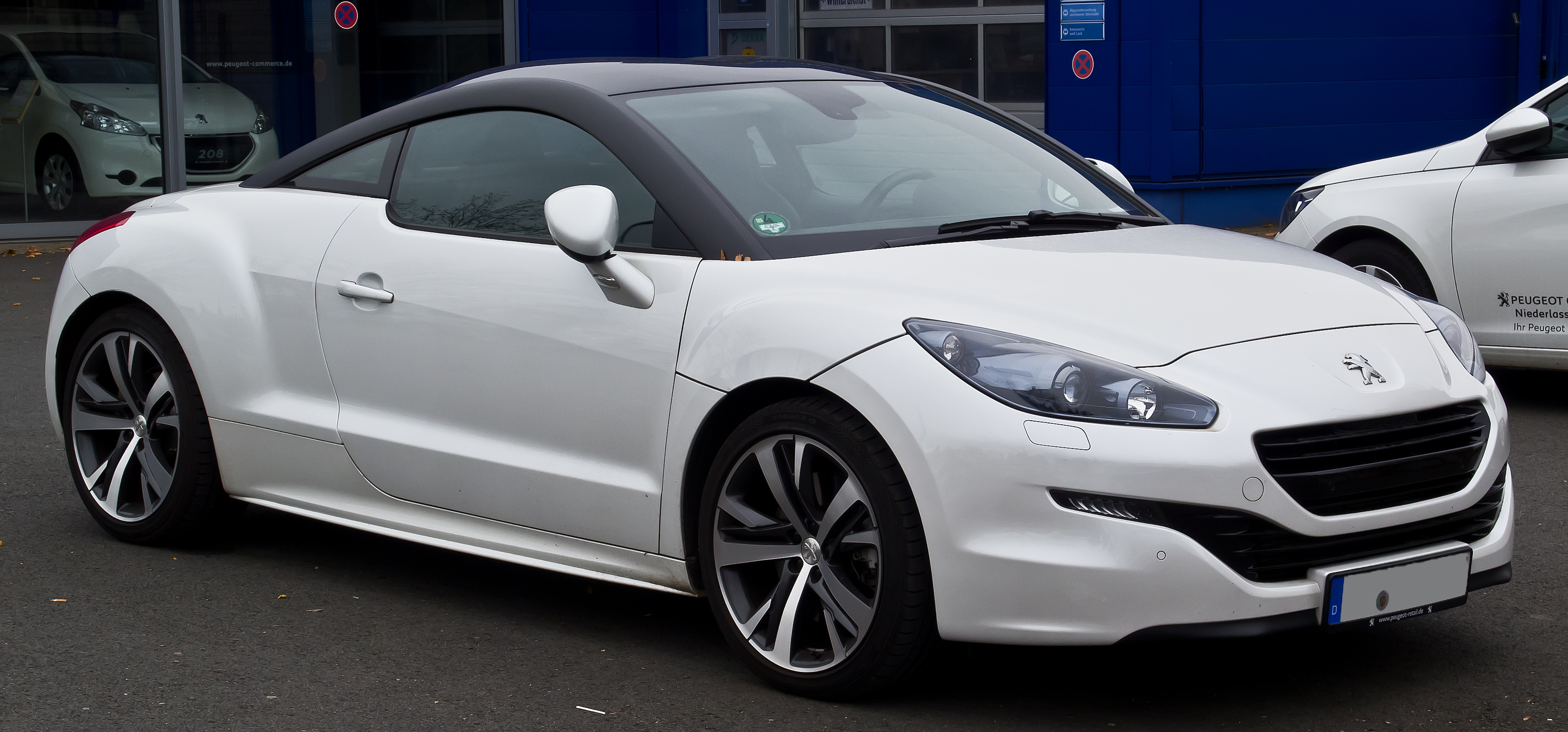
پژو آرسی‌زد

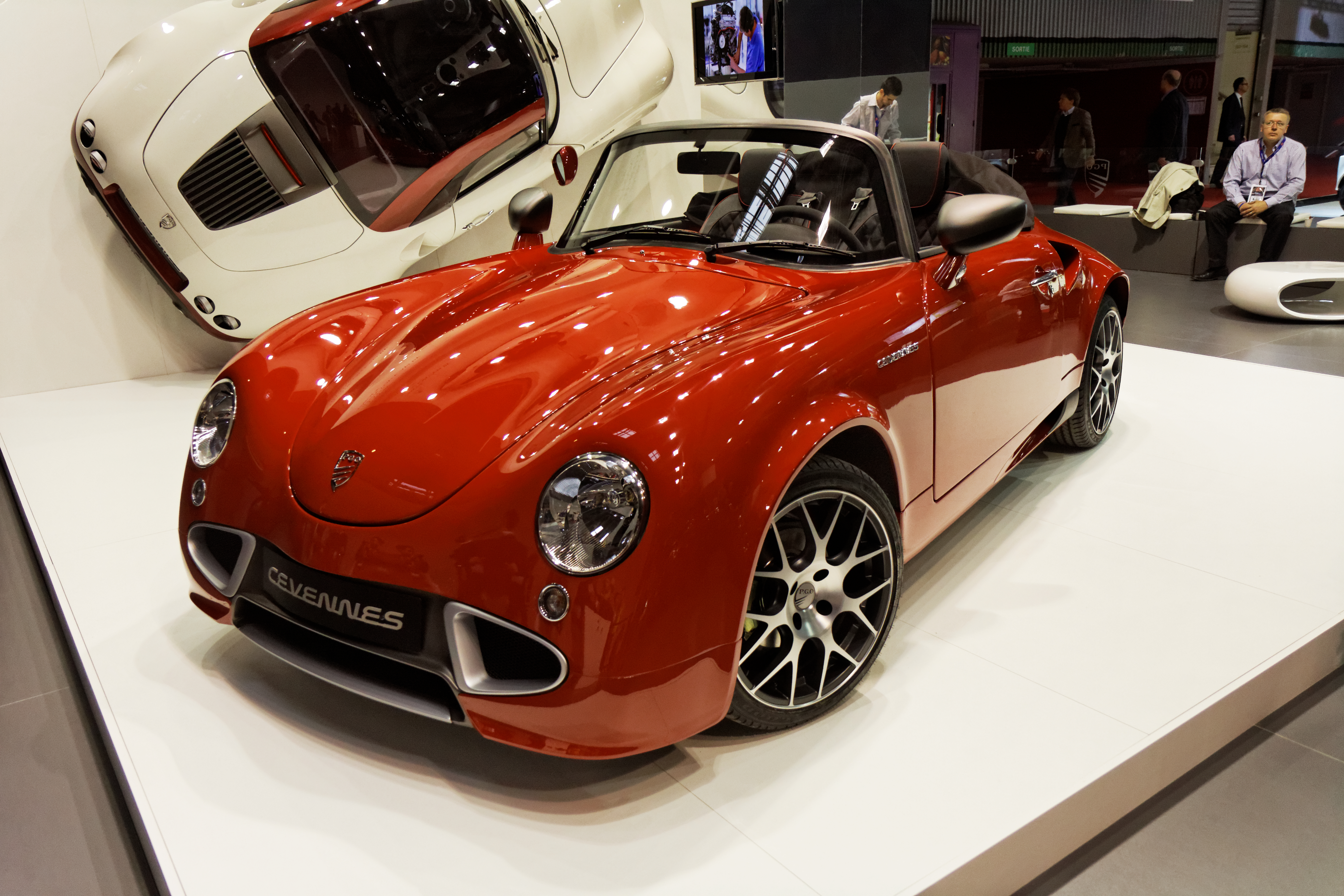
پی‌جی‌او سونتس

۲۰۱۰ - توقف تولید پژو ۲۰۶ پس از ۱۲ سال تولید. پژو ۴۰۷ و پژو ۶۰۷ از رده خارج و ۵۰۸ جایگزین آنها شد. ساخت سیتروئن سی۴، نسل دوم.
۲۰۱۲ - ساخت پژو ۲۰۸، جایگزین ۲۰۷. پایان تولید سیتروئن سارا پیکاسو پس از ۱۳ سال، پایان تولید خودروهای سواری طراحی شده در فرانسه از قبل از سال ۲۰۰۰.

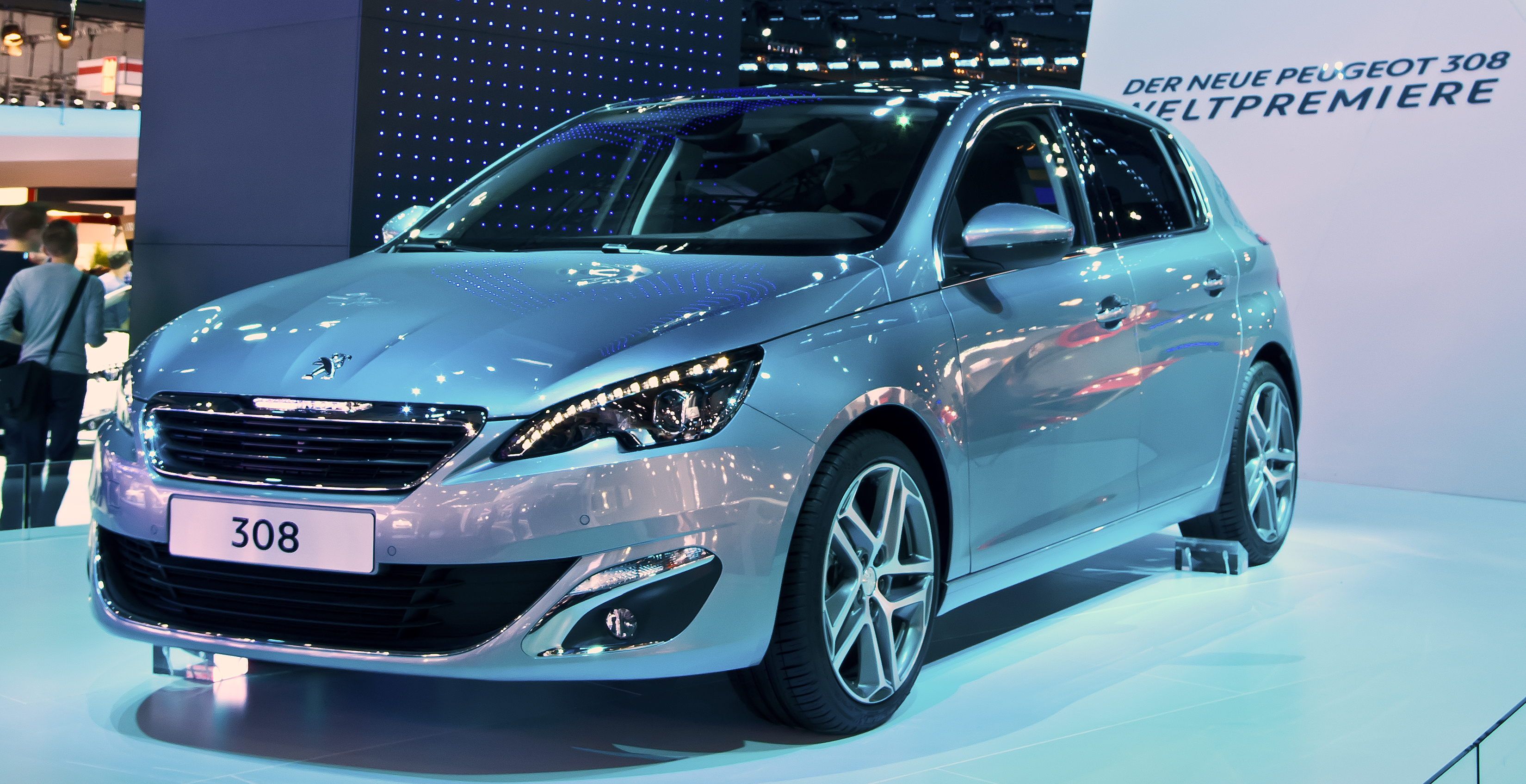
پژو ۳۰۸، ۲۰۱۴ خودروی سال اروپا

۲۰۱۳ - ساخت نسل دوم پژو ۳۰۸، که به عنوان خودروی سال اروپا انتخاب شد.
۲۰۱۴ - جایگزینی پژو ۱۰۷ با پژو ۱۰۸، که بخشی از پروژه پژو -تویوتا است.
۲۰۲۱ - گروه پی‌اس‌ای با خودروساز ایتالیایی -آمریکایی گروه فیات کرایسلر، ادغام شد؛ بنابراین این اقدام منجر به تأسیس استلانتیس شد که دفتر مرکزی آن در آمستردام هلند بود. این ادغام همچنین منجر به اتحاد مجدد بین مازراتی و سیتروئن پس از ۴۶ سال شد.

## آمار تولید
آمار تولید خودرو در فرانسه:
| سال  | تولید واحد |
| ---- | ---------- |
| ۱۹۵۰ | ۳۵۷٬۰۰۰    |
| ۱۹۶۰ | ۱٬۳۶۹٬۰۰۰  |
| ۱۹۷۰ | ۲٬۷۵۰٬۰۸۶  |
| ۱۹۸۰ | ۳٬۳۷۸٬۴۳۳  |
| ۱۹۹۰ | ۳٬۷۶۸٬۹۹۳  |
| ۱۹۹۹ | ۳٬۱۸۰٬۱۹۳  |
| ۲۰۰۰ | ۳٬۳۴۸٬۳۶۱  |
| ۲۰۰۱ | ۳٬۶۲۸٬۴۱۸  |
| ۲۰۰۲ | ۳٬۶۰۱٬۸۷۰  |
| ۲۰۰۳ | ۳٬۶۲۰٬۰۶۶  |
| ۲۰۰۴ | ۳٬۶۶۵٬۹۹۰  |
| ۲۰۰۵ | ۳٬۵۴۹٬۰۰۸  |
| ۲۰۰۶ | ۳٬۱۶۹٬۲۱۹  |
| ۲۰۰۷ | ۳٬۰۱۹٬۱۴۴  |
| ۲۰۰۸ | ۲٬۵۶۸٬۹۷۸  |
| ۲۰۰۹ | ۲٬۰۴۹٬۷۶۲  |
| ۲۰۱۰ | ۲٬۲۲۷٬۷۴۲  |
| ۲۰۱۱ | ۲٬۲۴۲٬۹۲۸  |
| ۲۰۱۲ | ۱٬۹۶۷٬۷۶۵  |
| ۲۰۱۳ | ۱٬۷۴۰٬۲۲۰  |
| ۲۰۱۴ | ۱٬۸۲۱٬۴۶۴  |
| ۲۰۱۵ | ۱٬۹۷۰٬۰۰۰  |
| ۲۰۱۶ | ۲٬۰۸۲٬۰۰۰  |
| ۲۰۱۷ | ۲٬۲۲۷٬۰۰۰  |
| ۲۰۱۸ | ۲٬۲۷۰٬۰۰۰  |
| ۲۰۱۹ | ۲٬۲۰۲٬۴۶۰  |

- منبع آمار تولید:[ت]

مجموع تولید وسایل نقلیه موتوری در سراسر جهان توسط رنو در سال ۲۰۱۰ (بدون نیسان) ۲٬۷۱۶٬۲۸۶ دستگاه بود که از این تعداد ۲٬۳۹۵٬۸۷۶ خودرو سواری و بقیه دیگر وسایل نقلیه بود. این رتبه، دهمین رتبه در بین همه تولیدکنندگان خودرو است. کل تولید وسایل نقلیه موتوری توسط پی‌اس‌ای پژو سیتروئن در سال ۲۰۱۰ ۳٬۶۰۵٬۵۲۴، از این تعداد ۳٬۲۱۴٬۸۱۰ خودرو سواری بود. این رتبه در بین همه تولیدکنندگان خودرو رتبه هشتم است.

## نگارخانه

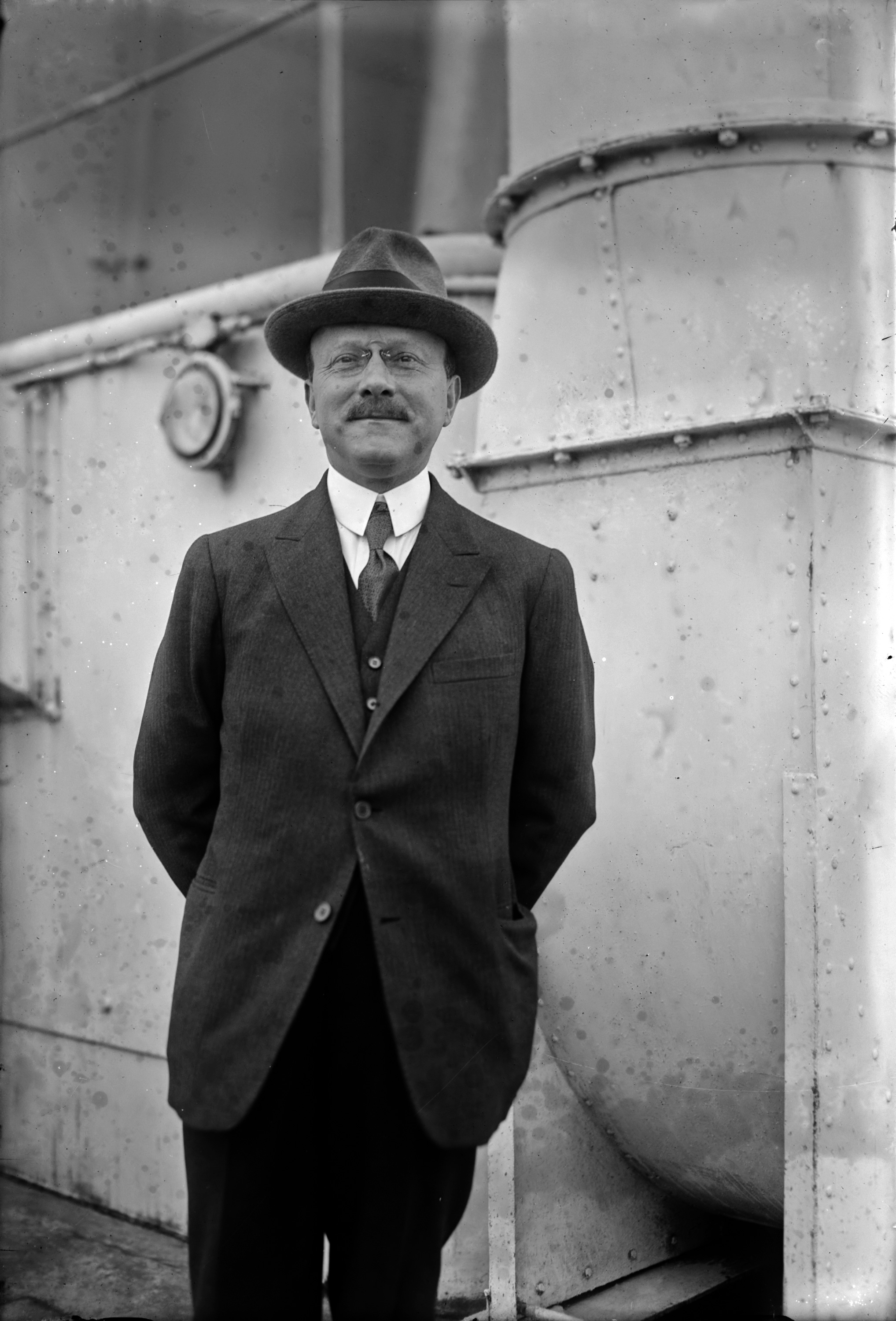
آندره سیتروئن
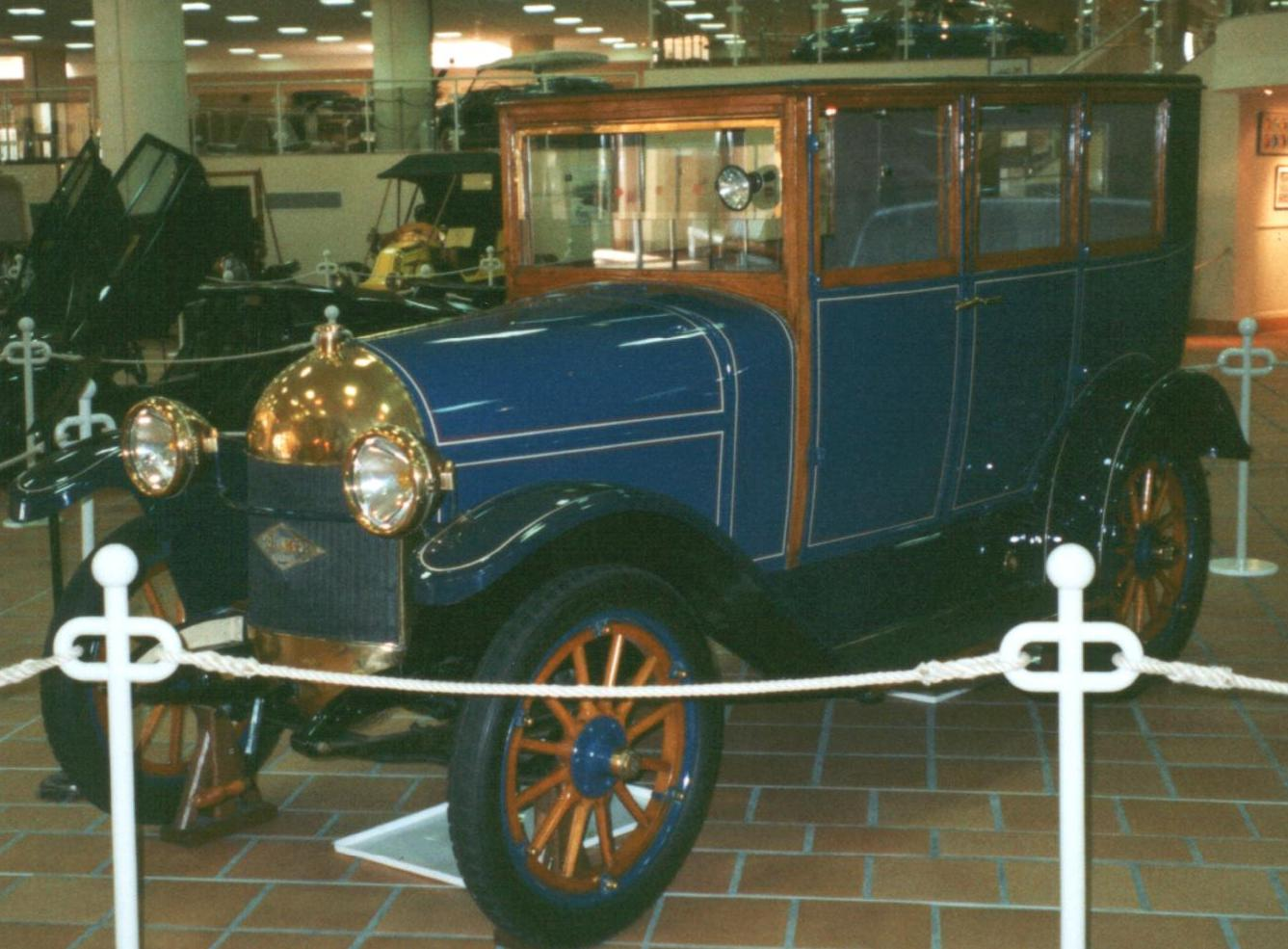
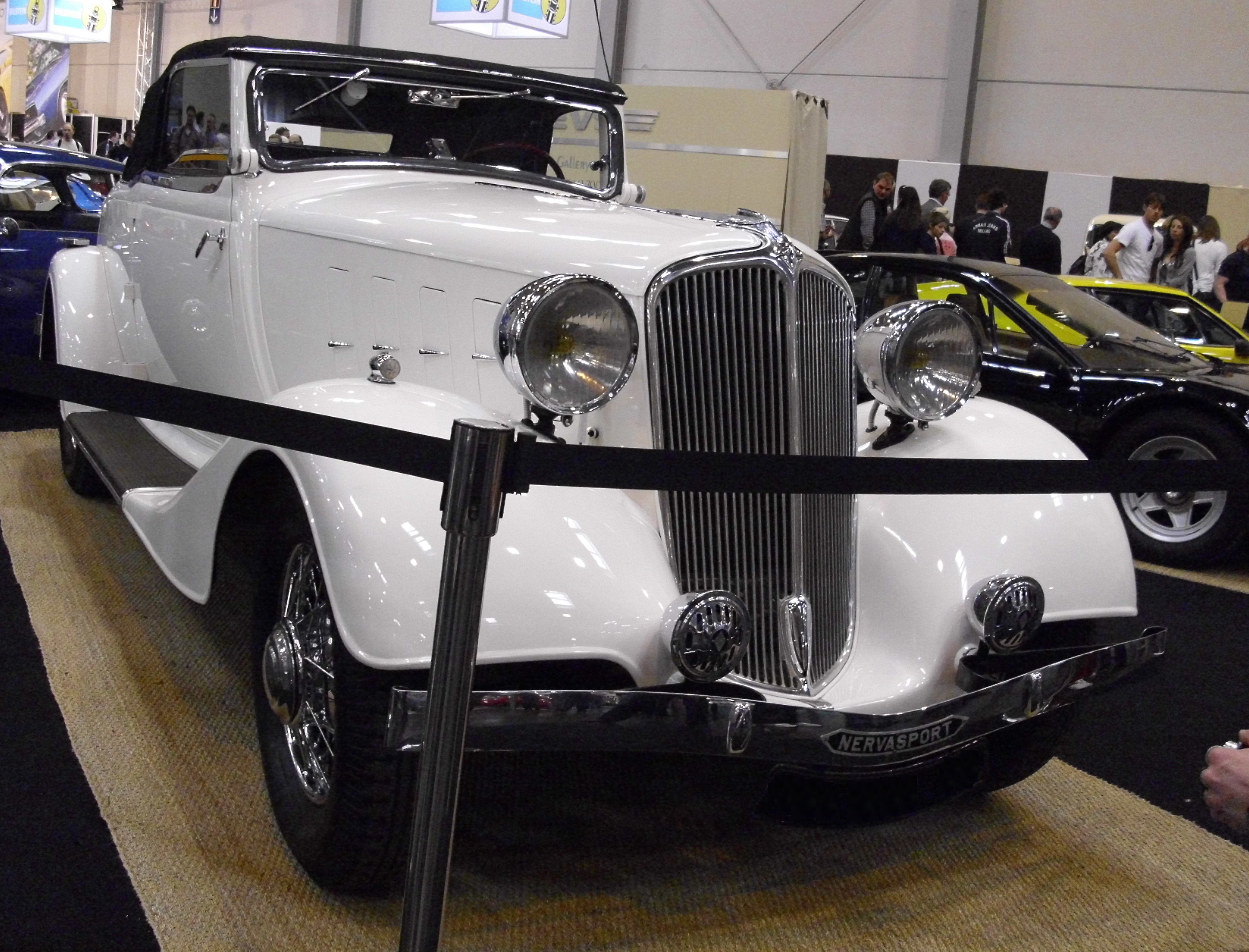
رنو عصرواسپورت
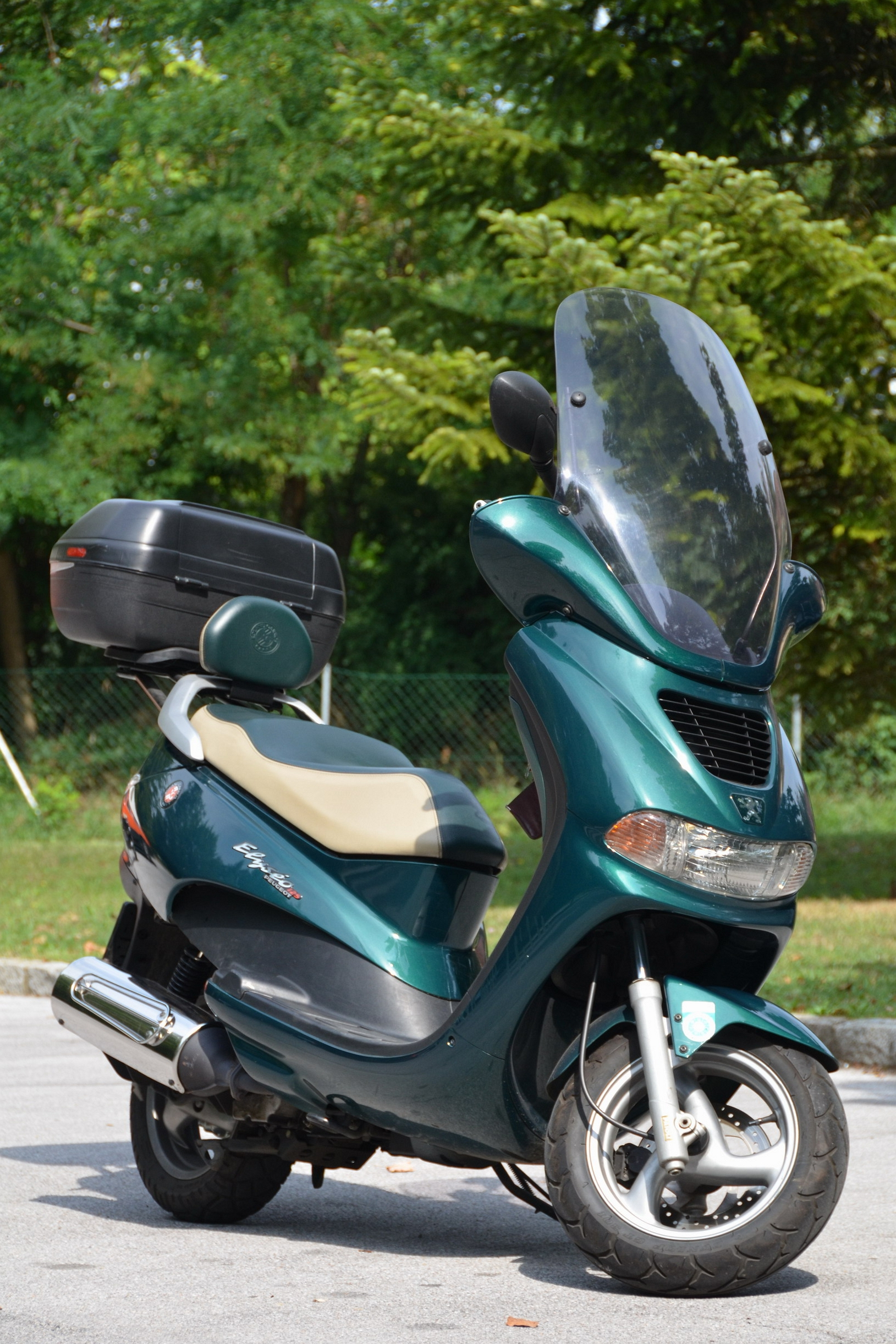
پژو الیزه ۱۲۵ ، رولان گاروس (۲۰۰۲)
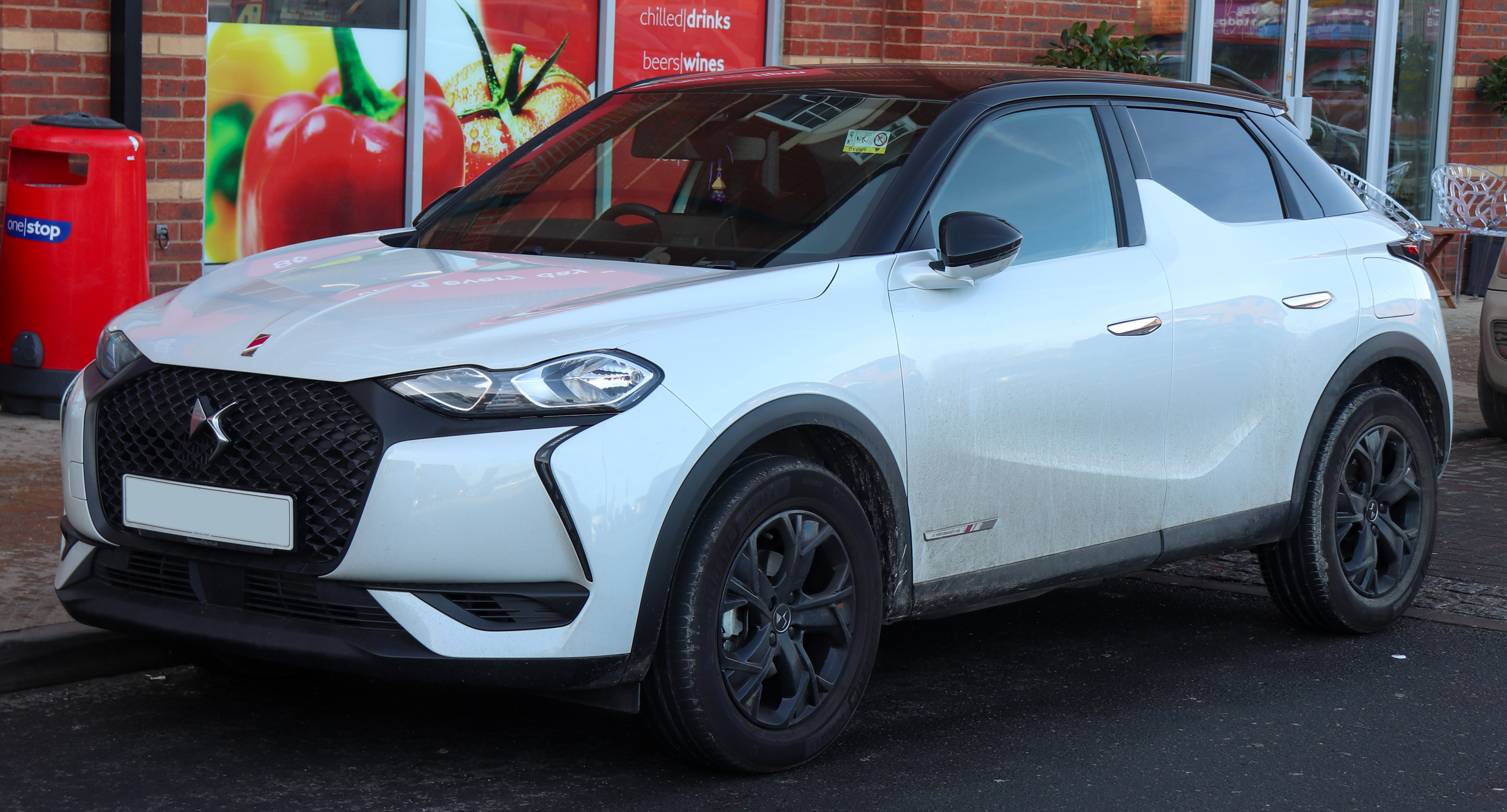
دی‌اس۳ کراس‌بک
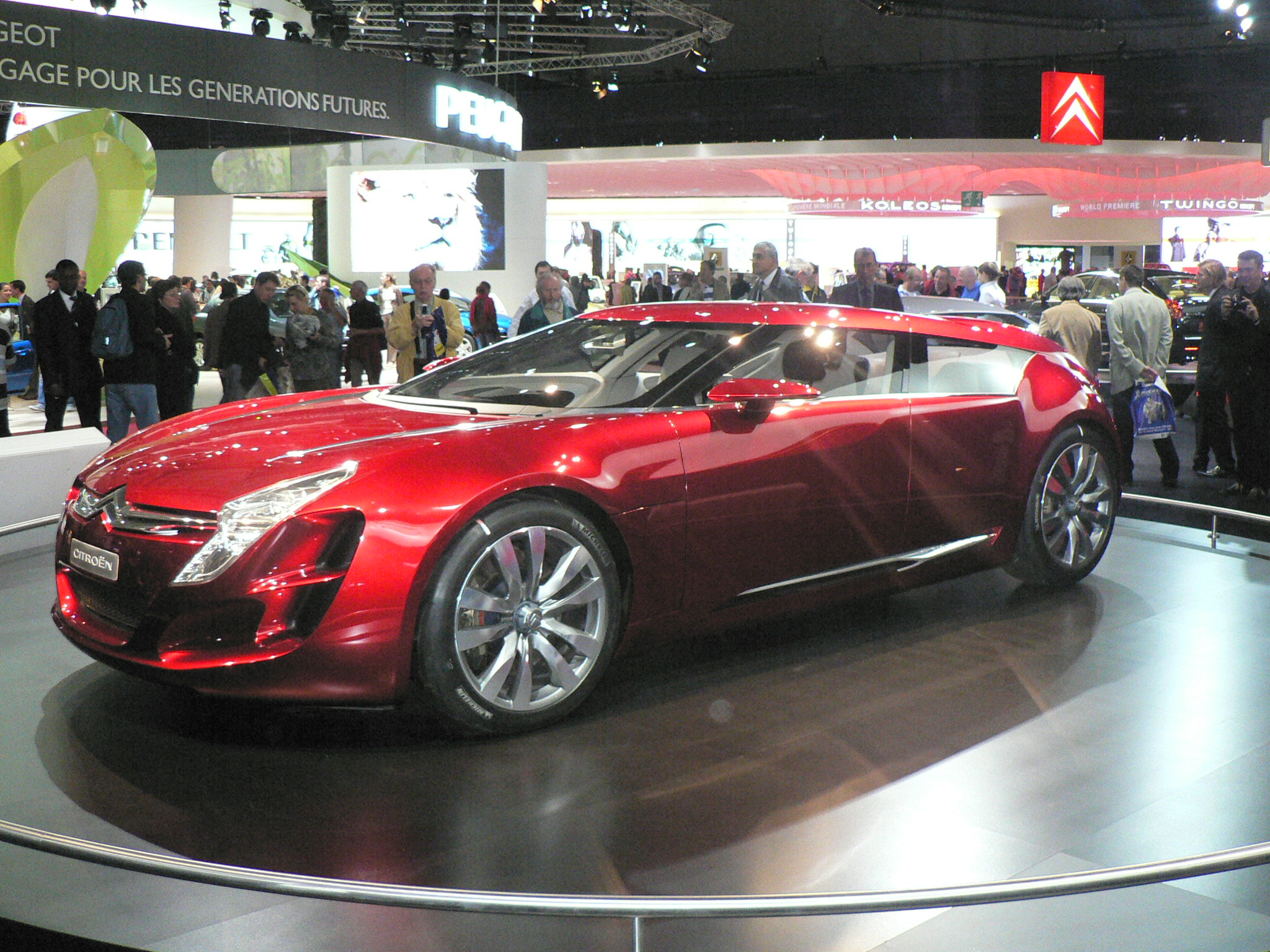
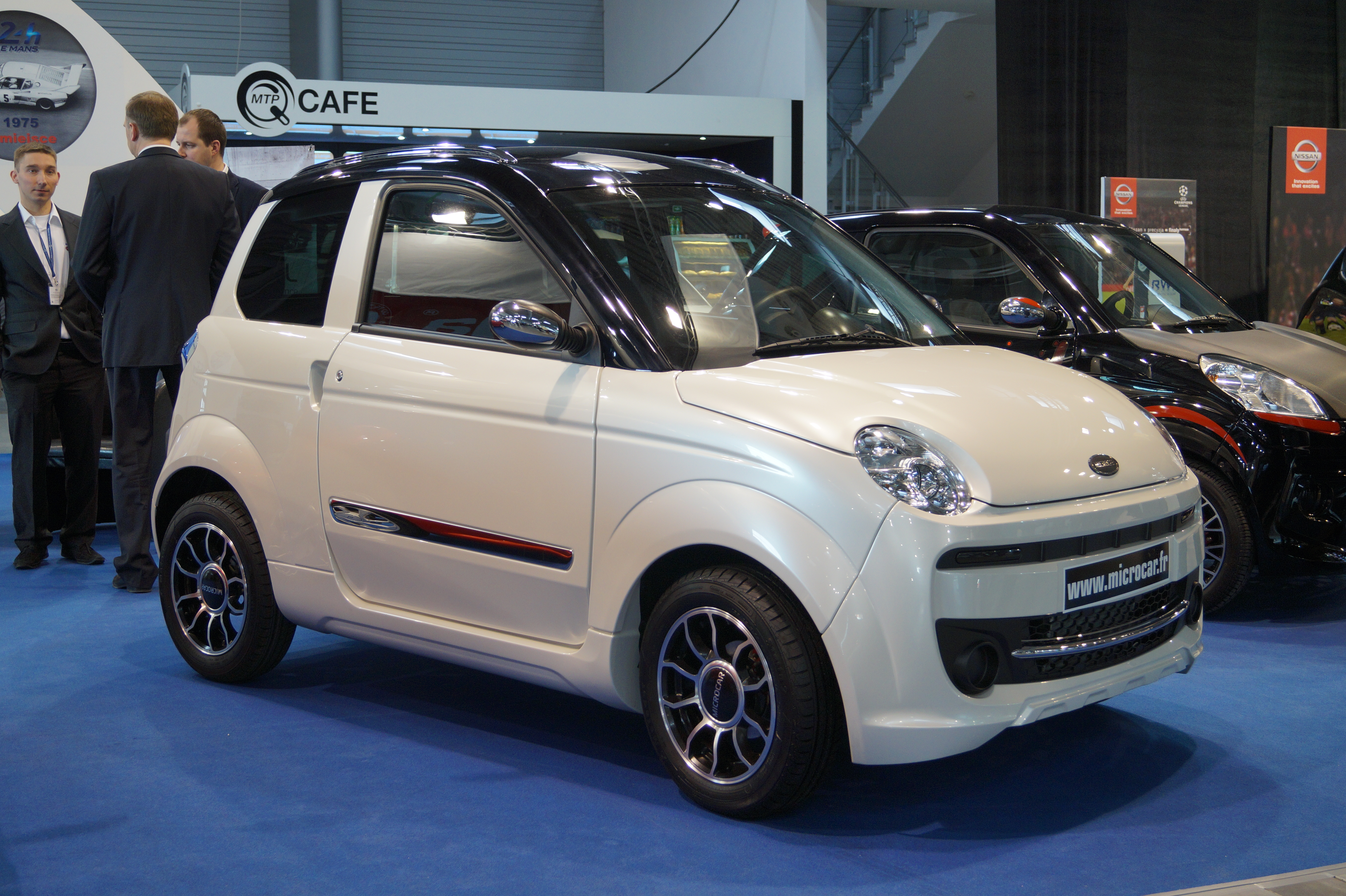
میکروکار داینامیک
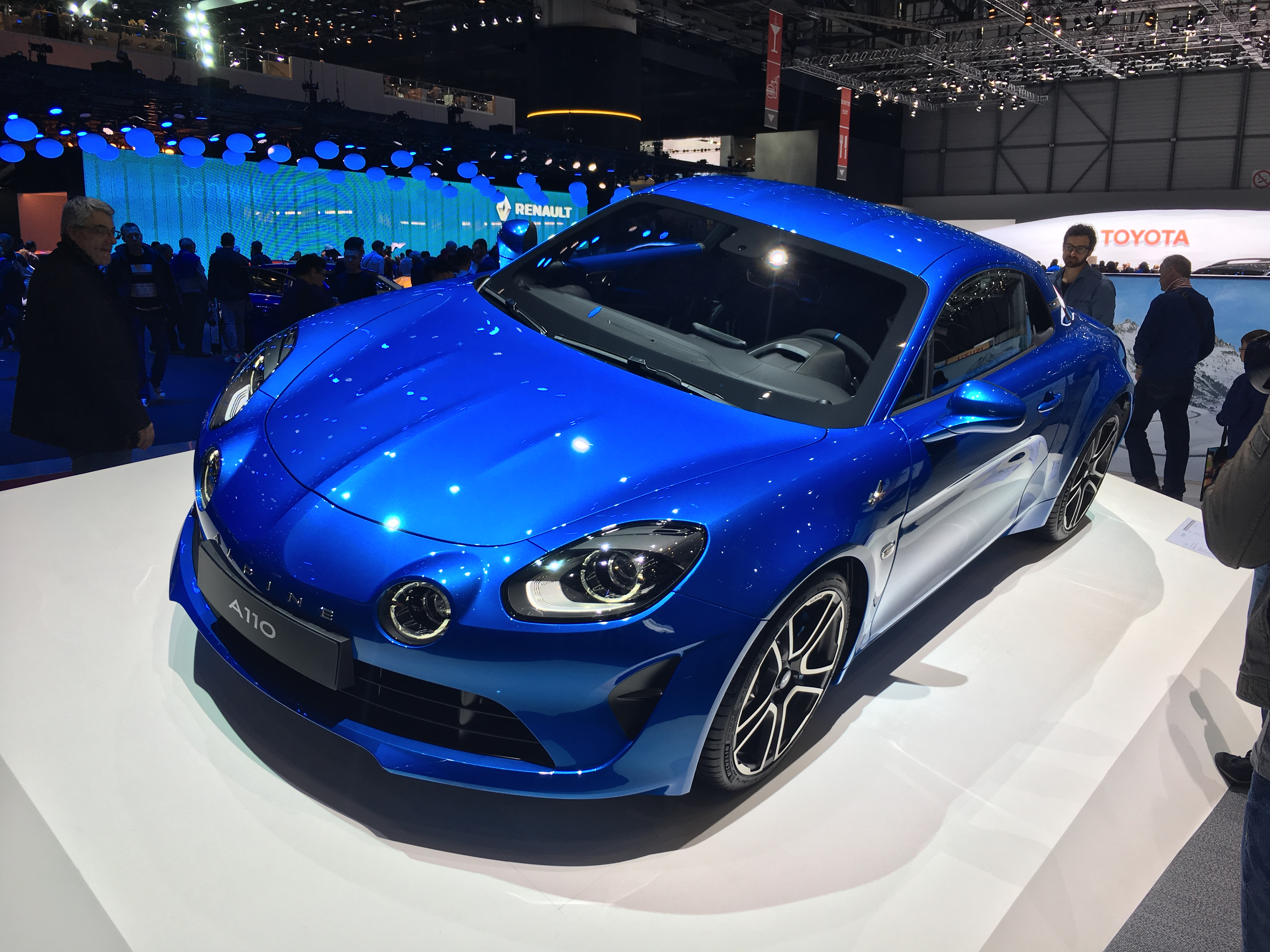
آلپاین ای۱۱۰
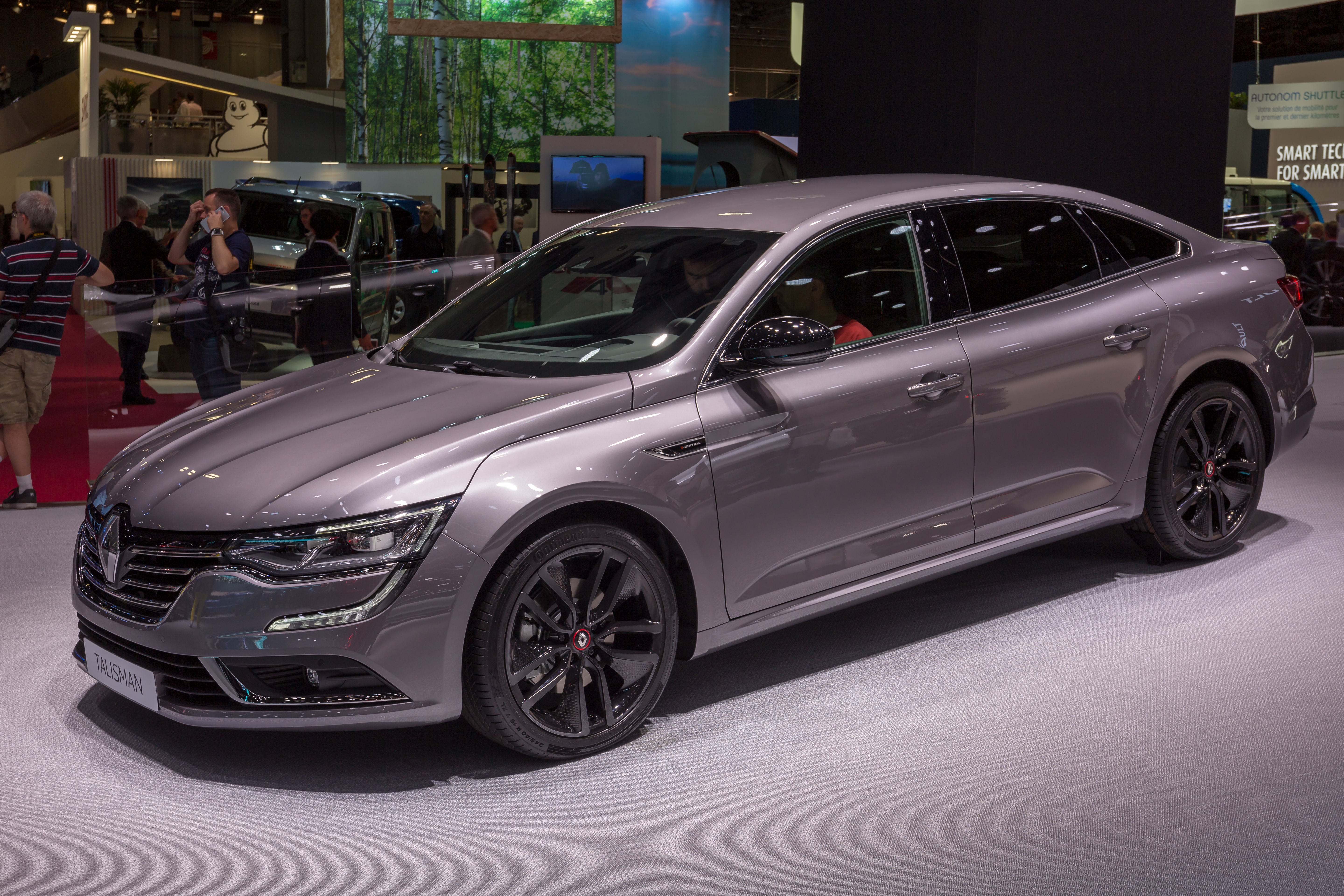
رنو تلیسمان

## یادداشت
1. ↑  این خودرو ، اولین خودروی مکانیکی جهان است که با بخار حرکت می‌کند . نباید این خودرو را با بنز ولو ، اولین خودروی بنزینی جهان اشتباه گرفت.
2. ↑  موسسان رنو
3. ↑  این خودرو اولین خودروی رنو با این سبک بدنه بود
4. ↑  (منبع: decisionatelier.com)

## برای مطالعهٔ بیشتر
- لاوکس، جیمز مایکل. در دنده اول: صنعت خودرو فرانسه تا سال ۱۹۱۴ . انتشارات دانشگاه مک گیل کوئین ۱۹۷۶شابک ‎۹۷۸−۰−۷۷۳۵−۰۲۶۴−۲شابک 978-0-7735-0264-2
- استابز، ویلیام. Les grandes routières: تورهای بزرگ کلاسیک فرانسه. موتورهای بین‌المللی ۱۹۹۰شابک ‎۹۷۸-۰-۸۷۹۳۸-۴۸۴-۵
- لوبت، ژان لوئیز. Histoire de l'automobile francaise. سیویلشابک ‎۹۷۸−۲−۰۲−۰۳۷۶۱۸−۱شابک 978-2-02-037618-1